# Slutspel (schack)
Den här artikeln använder algebraisk schacknotation för att beskriva schackdragen.
|   | a | b | c | d | e | f | g | h |   |
| 8 | b8 svart torn · f7 svart kung · a6 svart bonde · f6 svart bonde · f5 vit torn · h5 vit kung · h4 vit bonde · g2 vit bonde | b8 svart torn · f7 svart kung · a6 svart bonde · f6 svart bonde · f5 vit torn · h5 vit kung · h4 vit bonde · g2 vit bonde | b8 svart torn · f7 svart kung · a6 svart bonde · f6 svart bonde · f5 vit torn · h5 vit kung · h4 vit bonde · g2 vit bonde | b8 svart torn · f7 svart kung · a6 svart bonde · f6 svart bonde · f5 vit torn · h5 vit kung · h4 vit bonde · g2 vit bonde | b8 svart torn · f7 svart kung · a6 svart bonde · f6 svart bonde · f5 vit torn · h5 vit kung · h4 vit bonde · g2 vit bonde | b8 svart torn · f7 svart kung · a6 svart bonde · f6 svart bonde · f5 vit torn · h5 vit kung · h4 vit bonde · g2 vit bonde | b8 svart torn · f7 svart kung · a6 svart bonde · f6 svart bonde · f5 vit torn · h5 vit kung · h4 vit bonde · g2 vit bonde | b8 svart torn · f7 svart kung · a6 svart bonde · f6 svart bonde · f5 vit torn · h5 vit kung · h4 vit bonde · g2 vit bonde | 8 |
| 7 | b8 svart torn · f7 svart kung · a6 svart bonde · f6 svart bonde · f5 vit torn · h5 vit kung · h4 vit bonde · g2 vit bonde | b8 svart torn · f7 svart kung · a6 svart bonde · f6 svart bonde · f5 vit torn · h5 vit kung · h4 vit bonde · g2 vit bonde | b8 svart torn · f7 svart kung · a6 svart bonde · f6 svart bonde · f5 vit torn · h5 vit kung · h4 vit bonde · g2 vit bonde | b8 svart torn · f7 svart kung · a6 svart bonde · f6 svart bonde · f5 vit torn · h5 vit kung · h4 vit bonde · g2 vit bonde | b8 svart torn · f7 svart kung · a6 svart bonde · f6 svart bonde · f5 vit torn · h5 vit kung · h4 vit bonde · g2 vit bonde | b8 svart torn · f7 svart kung · a6 svart bonde · f6 svart bonde · f5 vit torn · h5 vit kung · h4 vit bonde · g2 vit bonde | b8 svart torn · f7 svart kung · a6 svart bonde · f6 svart bonde · f5 vit torn · h5 vit kung · h4 vit bonde · g2 vit bonde | b8 svart torn · f7 svart kung · a6 svart bonde · f6 svart bonde · f5 vit torn · h5 vit kung · h4 vit bonde · g2 vit bonde | 7 |
| 6 | b8 svart torn · f7 svart kung · a6 svart bonde · f6 svart bonde · f5 vit torn · h5 vit kung · h4 vit bonde · g2 vit bonde | b8 svart torn · f7 svart kung · a6 svart bonde · f6 svart bonde · f5 vit torn · h5 vit kung · h4 vit bonde · g2 vit bonde | b8 svart torn · f7 svart kung · a6 svart bonde · f6 svart bonde · f5 vit torn · h5 vit kung · h4 vit bonde · g2 vit bonde | b8 svart torn · f7 svart kung · a6 svart bonde · f6 svart bonde · f5 vit torn · h5 vit kung · h4 vit bonde · g2 vit bonde | b8 svart torn · f7 svart kung · a6 svart bonde · f6 svart bonde · f5 vit torn · h5 vit kung · h4 vit bonde · g2 vit bonde | b8 svart torn · f7 svart kung · a6 svart bonde · f6 svart bonde · f5 vit torn · h5 vit kung · h4 vit bonde · g2 vit bonde | b8 svart torn · f7 svart kung · a6 svart bonde · f6 svart bonde · f5 vit torn · h5 vit kung · h4 vit bonde · g2 vit bonde | b8 svart torn · f7 svart kung · a6 svart bonde · f6 svart bonde · f5 vit torn · h5 vit kung · h4 vit bonde · g2 vit bonde | 6 |
| 5 | b8 svart torn · f7 svart kung · a6 svart bonde · f6 svart bonde · f5 vit torn · h5 vit kung · h4 vit bonde · g2 vit bonde | b8 svart torn · f7 svart kung · a6 svart bonde · f6 svart bonde · f5 vit torn · h5 vit kung · h4 vit bonde · g2 vit bonde | b8 svart torn · f7 svart kung · a6 svart bonde · f6 svart bonde · f5 vit torn · h5 vit kung · h4 vit bonde · g2 vit bonde | b8 svart torn · f7 svart kung · a6 svart bonde · f6 svart bonde · f5 vit torn · h5 vit kung · h4 vit bonde · g2 vit bonde | b8 svart torn · f7 svart kung · a6 svart bonde · f6 svart bonde · f5 vit torn · h5 vit kung · h4 vit bonde · g2 vit bonde | b8 svart torn · f7 svart kung · a6 svart bonde · f6 svart bonde · f5 vit torn · h5 vit kung · h4 vit bonde · g2 vit bonde | b8 svart torn · f7 svart kung · a6 svart bonde · f6 svart bonde · f5 vit torn · h5 vit kung · h4 vit bonde · g2 vit bonde | b8 svart torn · f7 svart kung · a6 svart bonde · f6 svart bonde · f5 vit torn · h5 vit kung · h4 vit bonde · g2 vit bonde | 5 |
| 4 | b8 svart torn · f7 svart kung · a6 svart bonde · f6 svart bonde · f5 vit torn · h5 vit kung · h4 vit bonde · g2 vit bonde | b8 svart torn · f7 svart kung · a6 svart bonde · f6 svart bonde · f5 vit torn · h5 vit kung · h4 vit bonde · g2 vit bonde | b8 svart torn · f7 svart kung · a6 svart bonde · f6 svart bonde · f5 vit torn · h5 vit kung · h4 vit bonde · g2 vit bonde | b8 svart torn · f7 svart kung · a6 svart bonde · f6 svart bonde · f5 vit torn · h5 vit kung · h4 vit bonde · g2 vit bonde | b8 svart torn · f7 svart kung · a6 svart bonde · f6 svart bonde · f5 vit torn · h5 vit kung · h4 vit bonde · g2 vit bonde | b8 svart torn · f7 svart kung · a6 svart bonde · f6 svart bonde · f5 vit torn · h5 vit kung · h4 vit bonde · g2 vit bonde | b8 svart torn · f7 svart kung · a6 svart bonde · f6 svart bonde · f5 vit torn · h5 vit kung · h4 vit bonde · g2 vit bonde | b8 svart torn · f7 svart kung · a6 svart bonde · f6 svart bonde · f5 vit torn · h5 vit kung · h4 vit bonde · g2 vit bonde | 4 |
| 3 | b8 svart torn · f7 svart kung · a6 svart bonde · f6 svart bonde · f5 vit torn · h5 vit kung · h4 vit bonde · g2 vit bonde | b8 svart torn · f7 svart kung · a6 svart bonde · f6 svart bonde · f5 vit torn · h5 vit kung · h4 vit bonde · g2 vit bonde | b8 svart torn · f7 svart kung · a6 svart bonde · f6 svart bonde · f5 vit torn · h5 vit kung · h4 vit bonde · g2 vit bonde | b8 svart torn · f7 svart kung · a6 svart bonde · f6 svart bonde · f5 vit torn · h5 vit kung · h4 vit bonde · g2 vit bonde | b8 svart torn · f7 svart kung · a6 svart bonde · f6 svart bonde · f5 vit torn · h5 vit kung · h4 vit bonde · g2 vit bonde | b8 svart torn · f7 svart kung · a6 svart bonde · f6 svart bonde · f5 vit torn · h5 vit kung · h4 vit bonde · g2 vit bonde | b8 svart torn · f7 svart kung · a6 svart bonde · f6 svart bonde · f5 vit torn · h5 vit kung · h4 vit bonde · g2 vit bonde | b8 svart torn · f7 svart kung · a6 svart bonde · f6 svart bonde · f5 vit torn · h5 vit kung · h4 vit bonde · g2 vit bonde | 3 |
| 2 | b8 svart torn · f7 svart kung · a6 svart bonde · f6 svart bonde · f5 vit torn · h5 vit kung · h4 vit bonde · g2 vit bonde | b8 svart torn · f7 svart kung · a6 svart bonde · f6 svart bonde · f5 vit torn · h5 vit kung · h4 vit bonde · g2 vit bonde | b8 svart torn · f7 svart kung · a6 svart bonde · f6 svart bonde · f5 vit torn · h5 vit kung · h4 vit bonde · g2 vit bonde | b8 svart torn · f7 svart kung · a6 svart bonde · f6 svart bonde · f5 vit torn · h5 vit kung · h4 vit bonde · g2 vit bonde | b8 svart torn · f7 svart kung · a6 svart bonde · f6 svart bonde · f5 vit torn · h5 vit kung · h4 vit bonde · g2 vit bonde | b8 svart torn · f7 svart kung · a6 svart bonde · f6 svart bonde · f5 vit torn · h5 vit kung · h4 vit bonde · g2 vit bonde | b8 svart torn · f7 svart kung · a6 svart bonde · f6 svart bonde · f5 vit torn · h5 vit kung · h4 vit bonde · g2 vit bonde | b8 svart torn · f7 svart kung · a6 svart bonde · f6 svart bonde · f5 vit torn · h5 vit kung · h4 vit bonde · g2 vit bonde | 2 |
| 1 | b8 svart torn · f7 svart kung · a6 svart bonde · f6 svart bonde · f5 vit torn · h5 vit kung · h4 vit bonde · g2 vit bonde | b8 svart torn · f7 svart kung · a6 svart bonde · f6 svart bonde · f5 vit torn · h5 vit kung · h4 vit bonde · g2 vit bonde | b8 svart torn · f7 svart kung · a6 svart bonde · f6 svart bonde · f5 vit torn · h5 vit kung · h4 vit bonde · g2 vit bonde | b8 svart torn · f7 svart kung · a6 svart bonde · f6 svart bonde · f5 vit torn · h5 vit kung · h4 vit bonde · g2 vit bonde | b8 svart torn · f7 svart kung · a6 svart bonde · f6 svart bonde · f5 vit torn · h5 vit kung · h4 vit bonde · g2 vit bonde | b8 svart torn · f7 svart kung · a6 svart bonde · f6 svart bonde · f5 vit torn · h5 vit kung · h4 vit bonde · g2 vit bonde | b8 svart torn · f7 svart kung · a6 svart bonde · f6 svart bonde · f5 vit torn · h5 vit kung · h4 vit bonde · g2 vit bonde | b8 svart torn · f7 svart kung · a6 svart bonde · f6 svart bonde · f5 vit torn · h5 vit kung · h4 vit bonde · g2 vit bonde | 1 |
|   | a | b | c | d | e | f | g | h |   |

Slutspel är den sista fasen i ett schackparti. Gränsen mellan mittspel och slutspel är inte entydigt definierad, men slutspelet kan sägas börja när de flesta pjäserna bytts av och ställningen förenklats.
I slutspelet skiftar partiet karaktär. Det finns sällan tillräckligt med pjäser kvar för ett angrepp mot motståndarens kung, så fokus är i stället på att erövra motståndarens bönder och forcera ner en egen bonde till sista raden för att förvandla den till en dam. Till skillnad från mittspelet så finns det en väl utvecklad slutspelsteori som beskriver hur man ska spela kända slutspel.
Alla partier når inte slutspelet. Många avslutas i mittspelet, några redan i öppningen. 

## Allmänt om slutspel
I de flesta slutspel har den ena sidan en fördel av något slag och spelar därför för att vinna partiet, medan motståndaren spelar för att hålla remi.
I slutspelet ska kungen som regel röra sig mot centrum och ta en aktiv del i spelet genom att försvara egna och angripa motståndarens bönder. Det gäller framför allt efter att damerna bytts av. 
I slutspelet ökar böndernas betydelse för varje pjäs som byts av. Som ett exempel så vinner tre bönder ofta mot en löpare, men om det finns torn kvar på brädet också så kan löparen vara att föredra. Speciellt fribönder eller möjligheten att forcera en fribonde är avgörande. Ju längre framskjutna bönderna är, ju farligare blir de. Förbundna fribönder är mycket starka och tvingar ofta motståndaren att offra pjäser för att stoppa dem. 
I slutspelet bör den som har ett materiellt överläge normalt sträva efter att byta av pjäser (dam, torn, löpare och springare) men undvika avbyten av bönder. Avbyten av pjäserna ökar chansen att forcera en fribonde. Bondeavbyten ökar däremot remichanserna och den starkare parten bör försöka erövra motståndarens bönder utan avbyten. Det är också lättare att vinna med bönder kvar på båda flyglarna. Det finns några undantag från regeln:
- I slutspel med två torn på varje sida har den starkare parten bättre vinstchanser om alla tornen är kvar.
- I slutspel med olikfärgade löpare (det vill säga när de olika sidorna har löpare som går på fält av olika färg) och andra pjäser bör den starkare parten undvika att byta av de andra pjäserna.

Enligt Euwe & Meiden så är chansen att vinna ett slutspel med en extrabonde 50-60%. Med bara kungar och bönder kvar så vinner extrabonden i mer än 90% av partierna.

## Olika typer av slutspel
Slutspel kan delas in i olika typer beroende på vilka pjäser (utöver kungarna) som finns kvar på brädet.

### Bondeslutspel
I de rena bondeslutspelen finns bara kungar och bönder kvar. Det är viktigt att veta när dessa slutspel går att vinna för att kunna avgöra när man ska byta av andra pjäser och avveckla till ett bondeslutspel.

### Tornslutspel
Tornslutspel, med torn och bönder, är de vanligaste och mest genomanalyserade slutspelen förutom de rena bondeslutspelen. De är vanliga eftersom tornen ofta är de sista pjäserna som kommer i spel och byts av. Tornslutspel är också svårspelade.

### Löparslutspel
I löparslutspel finns löpare och bönder kvar. Slutspel med likfärgade löpare respektive olikfärgade löpare har helt olika karaktär. De med olikfärgade löpare är remibetonade.

### Springarslutspel
Springarslutspel, med springare och bönder, har vissa likheter med de rena bondeslutspelen. Springaren kan inte röra sig lika fort över längre avstånd som till exempel löpare och torn så tempo och fribönder är viktigt.

### Damslutspel
Damslutspel, som består av damer och bönder, är svåra att beräkna eftersom damen har en stor rörlighet. Varianterna kan bli mycket långa på grund av alla schackar. Den svagare parten kan ibland rädda remi genom evig schack.

### Slutspel med lätta pjäser
I slutspel med lätta pjäser finns löpare, springare och bönder kvar. Slutspel med löpare mot springare är relativt vanliga. Löparen är den något starkare pjäsen men det finns ställningar där springaren är att föredra.

### Slutspel med torn och lätta pjäser
I slutspel med torn och lätta pjäser kan torn, löpare, springare och bönder finnas kvar. Exempel på dessa slutspel är torn mot en eller två lätta pjäser, och torn och lätt pjäs mot torn.

### Slutspel med damer och andra pjäser
I slutspel med damer och andra pjäser kan alla typer av pjäser finnas representerade. Här ingår bland annat dam mot två torn, och dam mot torn och lätt pjäs.

## Enkla mattsättningar
Att sätta en ensam kung matt med en eller flera pjäser tillhör baskunskapen för schackspelare även om man i praktiken inte behöver använda det så ofta eftersom motståndaren ger upp långt innan. 
Gemensamt för dessa mattsättningar är att man inte schackar kungen så ofta, det leder bara till att den flyttar runt utan att man gör framsteg, utan i stället gradvis begränsar kungens rörelsefrihet.

### Mattsättning med torn
|   | a                                         | b                                         | c                                         | d                                         | e                                         | f                                         | g                                         | h                                         |   |
| 8 | e7 svart kung · d4 vit kung · h2 vit torn | e7 svart kung · d4 vit kung · h2 vit torn | e7 svart kung · d4 vit kung · h2 vit torn | e7 svart kung · d4 vit kung · h2 vit torn | e7 svart kung · d4 vit kung · h2 vit torn | e7 svart kung · d4 vit kung · h2 vit torn | e7 svart kung · d4 vit kung · h2 vit torn | e7 svart kung · d4 vit kung · h2 vit torn | 8 |
| 7 | e7 svart kung · d4 vit kung · h2 vit torn | e7 svart kung · d4 vit kung · h2 vit torn | e7 svart kung · d4 vit kung · h2 vit torn | e7 svart kung · d4 vit kung · h2 vit torn | e7 svart kung · d4 vit kung · h2 vit torn | e7 svart kung · d4 vit kung · h2 vit torn | e7 svart kung · d4 vit kung · h2 vit torn | e7 svart kung · d4 vit kung · h2 vit torn | 7 |
| 6 | e7 svart kung · d4 vit kung · h2 vit torn | e7 svart kung · d4 vit kung · h2 vit torn | e7 svart kung · d4 vit kung · h2 vit torn | e7 svart kung · d4 vit kung · h2 vit torn | e7 svart kung · d4 vit kung · h2 vit torn | e7 svart kung · d4 vit kung · h2 vit torn | e7 svart kung · d4 vit kung · h2 vit torn | e7 svart kung · d4 vit kung · h2 vit torn | 6 |
| 5 | e7 svart kung · d4 vit kung · h2 vit torn | e7 svart kung · d4 vit kung · h2 vit torn | e7 svart kung · d4 vit kung · h2 vit torn | e7 svart kung · d4 vit kung · h2 vit torn | e7 svart kung · d4 vit kung · h2 vit torn | e7 svart kung · d4 vit kung · h2 vit torn | e7 svart kung · d4 vit kung · h2 vit torn | e7 svart kung · d4 vit kung · h2 vit torn | 5 |
| 4 | e7 svart kung · d4 vit kung · h2 vit torn | e7 svart kung · d4 vit kung · h2 vit torn | e7 svart kung · d4 vit kung · h2 vit torn | e7 svart kung · d4 vit kung · h2 vit torn | e7 svart kung · d4 vit kung · h2 vit torn | e7 svart kung · d4 vit kung · h2 vit torn | e7 svart kung · d4 vit kung · h2 vit torn | e7 svart kung · d4 vit kung · h2 vit torn | 4 |
| 3 | e7 svart kung · d4 vit kung · h2 vit torn | e7 svart kung · d4 vit kung · h2 vit torn | e7 svart kung · d4 vit kung · h2 vit torn | e7 svart kung · d4 vit kung · h2 vit torn | e7 svart kung · d4 vit kung · h2 vit torn | e7 svart kung · d4 vit kung · h2 vit torn | e7 svart kung · d4 vit kung · h2 vit torn | e7 svart kung · d4 vit kung · h2 vit torn | 3 |
| 2 | e7 svart kung · d4 vit kung · h2 vit torn | e7 svart kung · d4 vit kung · h2 vit torn | e7 svart kung · d4 vit kung · h2 vit torn | e7 svart kung · d4 vit kung · h2 vit torn | e7 svart kung · d4 vit kung · h2 vit torn | e7 svart kung · d4 vit kung · h2 vit torn | e7 svart kung · d4 vit kung · h2 vit torn | e7 svart kung · d4 vit kung · h2 vit torn | 2 |
| 1 | e7 svart kung · d4 vit kung · h2 vit torn | e7 svart kung · d4 vit kung · h2 vit torn | e7 svart kung · d4 vit kung · h2 vit torn | e7 svart kung · d4 vit kung · h2 vit torn | e7 svart kung · d4 vit kung · h2 vit torn | e7 svart kung · d4 vit kung · h2 vit torn | e7 svart kung · d4 vit kung · h2 vit torn | e7 svart kung · d4 vit kung · h2 vit torn | 1 |
|   | a                                         | b                                         | c                                         | d                                         | e                                         | f                                         | g                                         | h                                         |   |

Med ett ensamt torn sätter vit matt genom att driva kungen mot en kant, en linje i taget. I diagramställningen är detta snabbaste vägen till matt:
1.Ke5 Kd7 2.Tc2 Ke7 3.Tc7+ Kd8 4.Kd6 Ke8 5.Ta7 Kf8 6.Ke6 Kg8 7.Kf6 Kh8 8.Kg6 Kg8 9.Ta8#

### Mattsättning med två löpare
|   | a                                                           | b                                                           | c                                                           | d                                                           | e                                                           | f                                                           | g                                                           | h                                                           |   |
| 8 | f7 svart kung · e5 vit kung · g5 vit löpare · f3 vit löpare | f7 svart kung · e5 vit kung · g5 vit löpare · f3 vit löpare | f7 svart kung · e5 vit kung · g5 vit löpare · f3 vit löpare | f7 svart kung · e5 vit kung · g5 vit löpare · f3 vit löpare | f7 svart kung · e5 vit kung · g5 vit löpare · f3 vit löpare | f7 svart kung · e5 vit kung · g5 vit löpare · f3 vit löpare | f7 svart kung · e5 vit kung · g5 vit löpare · f3 vit löpare | f7 svart kung · e5 vit kung · g5 vit löpare · f3 vit löpare | 8 |
| 7 | f7 svart kung · e5 vit kung · g5 vit löpare · f3 vit löpare | f7 svart kung · e5 vit kung · g5 vit löpare · f3 vit löpare | f7 svart kung · e5 vit kung · g5 vit löpare · f3 vit löpare | f7 svart kung · e5 vit kung · g5 vit löpare · f3 vit löpare | f7 svart kung · e5 vit kung · g5 vit löpare · f3 vit löpare | f7 svart kung · e5 vit kung · g5 vit löpare · f3 vit löpare | f7 svart kung · e5 vit kung · g5 vit löpare · f3 vit löpare | f7 svart kung · e5 vit kung · g5 vit löpare · f3 vit löpare | 7 |
| 6 | f7 svart kung · e5 vit kung · g5 vit löpare · f3 vit löpare | f7 svart kung · e5 vit kung · g5 vit löpare · f3 vit löpare | f7 svart kung · e5 vit kung · g5 vit löpare · f3 vit löpare | f7 svart kung · e5 vit kung · g5 vit löpare · f3 vit löpare | f7 svart kung · e5 vit kung · g5 vit löpare · f3 vit löpare | f7 svart kung · e5 vit kung · g5 vit löpare · f3 vit löpare | f7 svart kung · e5 vit kung · g5 vit löpare · f3 vit löpare | f7 svart kung · e5 vit kung · g5 vit löpare · f3 vit löpare | 6 |
| 5 | f7 svart kung · e5 vit kung · g5 vit löpare · f3 vit löpare | f7 svart kung · e5 vit kung · g5 vit löpare · f3 vit löpare | f7 svart kung · e5 vit kung · g5 vit löpare · f3 vit löpare | f7 svart kung · e5 vit kung · g5 vit löpare · f3 vit löpare | f7 svart kung · e5 vit kung · g5 vit löpare · f3 vit löpare | f7 svart kung · e5 vit kung · g5 vit löpare · f3 vit löpare | f7 svart kung · e5 vit kung · g5 vit löpare · f3 vit löpare | f7 svart kung · e5 vit kung · g5 vit löpare · f3 vit löpare | 5 |
| 4 | f7 svart kung · e5 vit kung · g5 vit löpare · f3 vit löpare | f7 svart kung · e5 vit kung · g5 vit löpare · f3 vit löpare | f7 svart kung · e5 vit kung · g5 vit löpare · f3 vit löpare | f7 svart kung · e5 vit kung · g5 vit löpare · f3 vit löpare | f7 svart kung · e5 vit kung · g5 vit löpare · f3 vit löpare | f7 svart kung · e5 vit kung · g5 vit löpare · f3 vit löpare | f7 svart kung · e5 vit kung · g5 vit löpare · f3 vit löpare | f7 svart kung · e5 vit kung · g5 vit löpare · f3 vit löpare | 4 |
| 3 | f7 svart kung · e5 vit kung · g5 vit löpare · f3 vit löpare | f7 svart kung · e5 vit kung · g5 vit löpare · f3 vit löpare | f7 svart kung · e5 vit kung · g5 vit löpare · f3 vit löpare | f7 svart kung · e5 vit kung · g5 vit löpare · f3 vit löpare | f7 svart kung · e5 vit kung · g5 vit löpare · f3 vit löpare | f7 svart kung · e5 vit kung · g5 vit löpare · f3 vit löpare | f7 svart kung · e5 vit kung · g5 vit löpare · f3 vit löpare | f7 svart kung · e5 vit kung · g5 vit löpare · f3 vit löpare | 3 |
| 2 | f7 svart kung · e5 vit kung · g5 vit löpare · f3 vit löpare | f7 svart kung · e5 vit kung · g5 vit löpare · f3 vit löpare | f7 svart kung · e5 vit kung · g5 vit löpare · f3 vit löpare | f7 svart kung · e5 vit kung · g5 vit löpare · f3 vit löpare | f7 svart kung · e5 vit kung · g5 vit löpare · f3 vit löpare | f7 svart kung · e5 vit kung · g5 vit löpare · f3 vit löpare | f7 svart kung · e5 vit kung · g5 vit löpare · f3 vit löpare | f7 svart kung · e5 vit kung · g5 vit löpare · f3 vit löpare | 2 |
| 1 | f7 svart kung · e5 vit kung · g5 vit löpare · f3 vit löpare | f7 svart kung · e5 vit kung · g5 vit löpare · f3 vit löpare | f7 svart kung · e5 vit kung · g5 vit löpare · f3 vit löpare | f7 svart kung · e5 vit kung · g5 vit löpare · f3 vit löpare | f7 svart kung · e5 vit kung · g5 vit löpare · f3 vit löpare | f7 svart kung · e5 vit kung · g5 vit löpare · f3 vit löpare | f7 svart kung · e5 vit kung · g5 vit löpare · f3 vit löpare | f7 svart kung · e5 vit kung · g5 vit löpare · f3 vit löpare | 1 |
|   | a                                                           | b                                                           | c                                                           | d                                                           | e                                                           | f                                                           | g                                                           | h                                                           |   |

Med två löpare vinner vit genom att driva in kungen i ett hörn.
1.Kf5 Ke8 2.Lc6+ Kf7 3.Lf6 Kf8 4.Kg6 Kg8 5.Le5 Kf8 6.Ld6+ Kg8 7.Ld5+ Kh8 8.Le5#

### Mattsättning med löpare och springare
|   | a                                                              | b                                                              | c                                                              | d                                                              | e                                                              | f                                                              | g                                                              | h                                                              |   |
| 8 | f8 svart kung · e6 vit kung · g5 vit löpare · f4 vit springare | f8 svart kung · e6 vit kung · g5 vit löpare · f4 vit springare | f8 svart kung · e6 vit kung · g5 vit löpare · f4 vit springare | f8 svart kung · e6 vit kung · g5 vit löpare · f4 vit springare | f8 svart kung · e6 vit kung · g5 vit löpare · f4 vit springare | f8 svart kung · e6 vit kung · g5 vit löpare · f4 vit springare | f8 svart kung · e6 vit kung · g5 vit löpare · f4 vit springare | f8 svart kung · e6 vit kung · g5 vit löpare · f4 vit springare | 8 |
| 7 | f8 svart kung · e6 vit kung · g5 vit löpare · f4 vit springare | f8 svart kung · e6 vit kung · g5 vit löpare · f4 vit springare | f8 svart kung · e6 vit kung · g5 vit löpare · f4 vit springare | f8 svart kung · e6 vit kung · g5 vit löpare · f4 vit springare | f8 svart kung · e6 vit kung · g5 vit löpare · f4 vit springare | f8 svart kung · e6 vit kung · g5 vit löpare · f4 vit springare | f8 svart kung · e6 vit kung · g5 vit löpare · f4 vit springare | f8 svart kung · e6 vit kung · g5 vit löpare · f4 vit springare | 7 |
| 6 | f8 svart kung · e6 vit kung · g5 vit löpare · f4 vit springare | f8 svart kung · e6 vit kung · g5 vit löpare · f4 vit springare | f8 svart kung · e6 vit kung · g5 vit löpare · f4 vit springare | f8 svart kung · e6 vit kung · g5 vit löpare · f4 vit springare | f8 svart kung · e6 vit kung · g5 vit löpare · f4 vit springare | f8 svart kung · e6 vit kung · g5 vit löpare · f4 vit springare | f8 svart kung · e6 vit kung · g5 vit löpare · f4 vit springare | f8 svart kung · e6 vit kung · g5 vit löpare · f4 vit springare | 6 |
| 5 | f8 svart kung · e6 vit kung · g5 vit löpare · f4 vit springare | f8 svart kung · e6 vit kung · g5 vit löpare · f4 vit springare | f8 svart kung · e6 vit kung · g5 vit löpare · f4 vit springare | f8 svart kung · e6 vit kung · g5 vit löpare · f4 vit springare | f8 svart kung · e6 vit kung · g5 vit löpare · f4 vit springare | f8 svart kung · e6 vit kung · g5 vit löpare · f4 vit springare | f8 svart kung · e6 vit kung · g5 vit löpare · f4 vit springare | f8 svart kung · e6 vit kung · g5 vit löpare · f4 vit springare | 5 |
| 4 | f8 svart kung · e6 vit kung · g5 vit löpare · f4 vit springare | f8 svart kung · e6 vit kung · g5 vit löpare · f4 vit springare | f8 svart kung · e6 vit kung · g5 vit löpare · f4 vit springare | f8 svart kung · e6 vit kung · g5 vit löpare · f4 vit springare | f8 svart kung · e6 vit kung · g5 vit löpare · f4 vit springare | f8 svart kung · e6 vit kung · g5 vit löpare · f4 vit springare | f8 svart kung · e6 vit kung · g5 vit löpare · f4 vit springare | f8 svart kung · e6 vit kung · g5 vit löpare · f4 vit springare | 4 |
| 3 | f8 svart kung · e6 vit kung · g5 vit löpare · f4 vit springare | f8 svart kung · e6 vit kung · g5 vit löpare · f4 vit springare | f8 svart kung · e6 vit kung · g5 vit löpare · f4 vit springare | f8 svart kung · e6 vit kung · g5 vit löpare · f4 vit springare | f8 svart kung · e6 vit kung · g5 vit löpare · f4 vit springare | f8 svart kung · e6 vit kung · g5 vit löpare · f4 vit springare | f8 svart kung · e6 vit kung · g5 vit löpare · f4 vit springare | f8 svart kung · e6 vit kung · g5 vit löpare · f4 vit springare | 3 |
| 2 | f8 svart kung · e6 vit kung · g5 vit löpare · f4 vit springare | f8 svart kung · e6 vit kung · g5 vit löpare · f4 vit springare | f8 svart kung · e6 vit kung · g5 vit löpare · f4 vit springare | f8 svart kung · e6 vit kung · g5 vit löpare · f4 vit springare | f8 svart kung · e6 vit kung · g5 vit löpare · f4 vit springare | f8 svart kung · e6 vit kung · g5 vit löpare · f4 vit springare | f8 svart kung · e6 vit kung · g5 vit löpare · f4 vit springare | f8 svart kung · e6 vit kung · g5 vit löpare · f4 vit springare | 2 |
| 1 | f8 svart kung · e6 vit kung · g5 vit löpare · f4 vit springare | f8 svart kung · e6 vit kung · g5 vit löpare · f4 vit springare | f8 svart kung · e6 vit kung · g5 vit löpare · f4 vit springare | f8 svart kung · e6 vit kung · g5 vit löpare · f4 vit springare | f8 svart kung · e6 vit kung · g5 vit löpare · f4 vit springare | f8 svart kung · e6 vit kung · g5 vit löpare · f4 vit springare | f8 svart kung · e6 vit kung · g5 vit löpare · f4 vit springare | f8 svart kung · e6 vit kung · g5 vit löpare · f4 vit springare | 1 |
|   | a                                                              | b                                                              | c                                                              | d                                                              | e                                                              | f                                                              | g                                                              | h                                                              |   |

Med löpare och springare vinner vit genom att driva kungen till ett hörn med samma färg som löparen, även om detta kan vara svårt att utföra i praktiken. Diagrammet visar ett relativt enkelt exempel.
1.Sh5 Ke8 2.Sg7+ Kf8 3.Kf6 Kg8 4.Se6 Kh7 5.Kf7 Kh8 6.Lf4 Kh7 7.Sf8+ Kh8 8.Le5#

### Mattsättning med två springare
|   | a                                                                                  | b                                                                                  | c                                                                                  | d                                                                                  | e                                                                                  | f                                                                                  | g                                                                                  | h                                                                                  |   |
| 8 | c8 svart kung · b7 vit springare · c6 vit kung · f6 vit springare · h5 svart bonde | c8 svart kung · b7 vit springare · c6 vit kung · f6 vit springare · h5 svart bonde | c8 svart kung · b7 vit springare · c6 vit kung · f6 vit springare · h5 svart bonde | c8 svart kung · b7 vit springare · c6 vit kung · f6 vit springare · h5 svart bonde | c8 svart kung · b7 vit springare · c6 vit kung · f6 vit springare · h5 svart bonde | c8 svart kung · b7 vit springare · c6 vit kung · f6 vit springare · h5 svart bonde | c8 svart kung · b7 vit springare · c6 vit kung · f6 vit springare · h5 svart bonde | c8 svart kung · b7 vit springare · c6 vit kung · f6 vit springare · h5 svart bonde | 8 |
| 7 | c8 svart kung · b7 vit springare · c6 vit kung · f6 vit springare · h5 svart bonde | c8 svart kung · b7 vit springare · c6 vit kung · f6 vit springare · h5 svart bonde | c8 svart kung · b7 vit springare · c6 vit kung · f6 vit springare · h5 svart bonde | c8 svart kung · b7 vit springare · c6 vit kung · f6 vit springare · h5 svart bonde | c8 svart kung · b7 vit springare · c6 vit kung · f6 vit springare · h5 svart bonde | c8 svart kung · b7 vit springare · c6 vit kung · f6 vit springare · h5 svart bonde | c8 svart kung · b7 vit springare · c6 vit kung · f6 vit springare · h5 svart bonde | c8 svart kung · b7 vit springare · c6 vit kung · f6 vit springare · h5 svart bonde | 7 |
| 6 | c8 svart kung · b7 vit springare · c6 vit kung · f6 vit springare · h5 svart bonde | c8 svart kung · b7 vit springare · c6 vit kung · f6 vit springare · h5 svart bonde | c8 svart kung · b7 vit springare · c6 vit kung · f6 vit springare · h5 svart bonde | c8 svart kung · b7 vit springare · c6 vit kung · f6 vit springare · h5 svart bonde | c8 svart kung · b7 vit springare · c6 vit kung · f6 vit springare · h5 svart bonde | c8 svart kung · b7 vit springare · c6 vit kung · f6 vit springare · h5 svart bonde | c8 svart kung · b7 vit springare · c6 vit kung · f6 vit springare · h5 svart bonde | c8 svart kung · b7 vit springare · c6 vit kung · f6 vit springare · h5 svart bonde | 6 |
| 5 | c8 svart kung · b7 vit springare · c6 vit kung · f6 vit springare · h5 svart bonde | c8 svart kung · b7 vit springare · c6 vit kung · f6 vit springare · h5 svart bonde | c8 svart kung · b7 vit springare · c6 vit kung · f6 vit springare · h5 svart bonde | c8 svart kung · b7 vit springare · c6 vit kung · f6 vit springare · h5 svart bonde | c8 svart kung · b7 vit springare · c6 vit kung · f6 vit springare · h5 svart bonde | c8 svart kung · b7 vit springare · c6 vit kung · f6 vit springare · h5 svart bonde | c8 svart kung · b7 vit springare · c6 vit kung · f6 vit springare · h5 svart bonde | c8 svart kung · b7 vit springare · c6 vit kung · f6 vit springare · h5 svart bonde | 5 |
| 4 | c8 svart kung · b7 vit springare · c6 vit kung · f6 vit springare · h5 svart bonde | c8 svart kung · b7 vit springare · c6 vit kung · f6 vit springare · h5 svart bonde | c8 svart kung · b7 vit springare · c6 vit kung · f6 vit springare · h5 svart bonde | c8 svart kung · b7 vit springare · c6 vit kung · f6 vit springare · h5 svart bonde | c8 svart kung · b7 vit springare · c6 vit kung · f6 vit springare · h5 svart bonde | c8 svart kung · b7 vit springare · c6 vit kung · f6 vit springare · h5 svart bonde | c8 svart kung · b7 vit springare · c6 vit kung · f6 vit springare · h5 svart bonde | c8 svart kung · b7 vit springare · c6 vit kung · f6 vit springare · h5 svart bonde | 4 |
| 3 | c8 svart kung · b7 vit springare · c6 vit kung · f6 vit springare · h5 svart bonde | c8 svart kung · b7 vit springare · c6 vit kung · f6 vit springare · h5 svart bonde | c8 svart kung · b7 vit springare · c6 vit kung · f6 vit springare · h5 svart bonde | c8 svart kung · b7 vit springare · c6 vit kung · f6 vit springare · h5 svart bonde | c8 svart kung · b7 vit springare · c6 vit kung · f6 vit springare · h5 svart bonde | c8 svart kung · b7 vit springare · c6 vit kung · f6 vit springare · h5 svart bonde | c8 svart kung · b7 vit springare · c6 vit kung · f6 vit springare · h5 svart bonde | c8 svart kung · b7 vit springare · c6 vit kung · f6 vit springare · h5 svart bonde | 3 |
| 2 | c8 svart kung · b7 vit springare · c6 vit kung · f6 vit springare · h5 svart bonde | c8 svart kung · b7 vit springare · c6 vit kung · f6 vit springare · h5 svart bonde | c8 svart kung · b7 vit springare · c6 vit kung · f6 vit springare · h5 svart bonde | c8 svart kung · b7 vit springare · c6 vit kung · f6 vit springare · h5 svart bonde | c8 svart kung · b7 vit springare · c6 vit kung · f6 vit springare · h5 svart bonde | c8 svart kung · b7 vit springare · c6 vit kung · f6 vit springare · h5 svart bonde | c8 svart kung · b7 vit springare · c6 vit kung · f6 vit springare · h5 svart bonde | c8 svart kung · b7 vit springare · c6 vit kung · f6 vit springare · h5 svart bonde | 2 |
| 1 | c8 svart kung · b7 vit springare · c6 vit kung · f6 vit springare · h5 svart bonde | c8 svart kung · b7 vit springare · c6 vit kung · f6 vit springare · h5 svart bonde | c8 svart kung · b7 vit springare · c6 vit kung · f6 vit springare · h5 svart bonde | c8 svart kung · b7 vit springare · c6 vit kung · f6 vit springare · h5 svart bonde | c8 svart kung · b7 vit springare · c6 vit kung · f6 vit springare · h5 svart bonde | c8 svart kung · b7 vit springare · c6 vit kung · f6 vit springare · h5 svart bonde | c8 svart kung · b7 vit springare · c6 vit kung · f6 vit springare · h5 svart bonde | c8 svart kung · b7 vit springare · c6 vit kung · f6 vit springare · h5 svart bonde | 1 |
|   | a                                                                                  | b                                                                                  | c                                                                                  | d                                                                                  | e                                                                                  | f                                                                                  | g                                                                                  | h                                                                                  |   |

Två springare mot ensam kung är remi eftersom kungen blir patt. Om svart har en bonde kvar kan det däremot vara vinst som i diagrammet.
1.Sd5 h4 2.Se7+ Kb8 3.Kb6 h3 4.Sd6 h2 5.Sc6+ Ka8 6.Sb5 h1D 7.Sc7#

## Taktik i slutspelet
Även i slutspelet kan det finnas taktiska vändningar. Här följer några vanliga teman.

### Dragtvång och triangulering
|   | a | b | c | d | e | f | g | h |   |
| 8 | c5 svart bonde · f5 svart torn · h5 svart bonde · c4 vit bonde · h4 vit torn · d3 svart kung · f3 svart bonde · h3 vit bonde · f2 vit kung | c5 svart bonde · f5 svart torn · h5 svart bonde · c4 vit bonde · h4 vit torn · d3 svart kung · f3 svart bonde · h3 vit bonde · f2 vit kung | c5 svart bonde · f5 svart torn · h5 svart bonde · c4 vit bonde · h4 vit torn · d3 svart kung · f3 svart bonde · h3 vit bonde · f2 vit kung | c5 svart bonde · f5 svart torn · h5 svart bonde · c4 vit bonde · h4 vit torn · d3 svart kung · f3 svart bonde · h3 vit bonde · f2 vit kung | c5 svart bonde · f5 svart torn · h5 svart bonde · c4 vit bonde · h4 vit torn · d3 svart kung · f3 svart bonde · h3 vit bonde · f2 vit kung | c5 svart bonde · f5 svart torn · h5 svart bonde · c4 vit bonde · h4 vit torn · d3 svart kung · f3 svart bonde · h3 vit bonde · f2 vit kung | c5 svart bonde · f5 svart torn · h5 svart bonde · c4 vit bonde · h4 vit torn · d3 svart kung · f3 svart bonde · h3 vit bonde · f2 vit kung | c5 svart bonde · f5 svart torn · h5 svart bonde · c4 vit bonde · h4 vit torn · d3 svart kung · f3 svart bonde · h3 vit bonde · f2 vit kung | 8 |
| 7 | c5 svart bonde · f5 svart torn · h5 svart bonde · c4 vit bonde · h4 vit torn · d3 svart kung · f3 svart bonde · h3 vit bonde · f2 vit kung | c5 svart bonde · f5 svart torn · h5 svart bonde · c4 vit bonde · h4 vit torn · d3 svart kung · f3 svart bonde · h3 vit bonde · f2 vit kung | c5 svart bonde · f5 svart torn · h5 svart bonde · c4 vit bonde · h4 vit torn · d3 svart kung · f3 svart bonde · h3 vit bonde · f2 vit kung | c5 svart bonde · f5 svart torn · h5 svart bonde · c4 vit bonde · h4 vit torn · d3 svart kung · f3 svart bonde · h3 vit bonde · f2 vit kung | c5 svart bonde · f5 svart torn · h5 svart bonde · c4 vit bonde · h4 vit torn · d3 svart kung · f3 svart bonde · h3 vit bonde · f2 vit kung | c5 svart bonde · f5 svart torn · h5 svart bonde · c4 vit bonde · h4 vit torn · d3 svart kung · f3 svart bonde · h3 vit bonde · f2 vit kung | c5 svart bonde · f5 svart torn · h5 svart bonde · c4 vit bonde · h4 vit torn · d3 svart kung · f3 svart bonde · h3 vit bonde · f2 vit kung | c5 svart bonde · f5 svart torn · h5 svart bonde · c4 vit bonde · h4 vit torn · d3 svart kung · f3 svart bonde · h3 vit bonde · f2 vit kung | 7 |
| 6 | c5 svart bonde · f5 svart torn · h5 svart bonde · c4 vit bonde · h4 vit torn · d3 svart kung · f3 svart bonde · h3 vit bonde · f2 vit kung | c5 svart bonde · f5 svart torn · h5 svart bonde · c4 vit bonde · h4 vit torn · d3 svart kung · f3 svart bonde · h3 vit bonde · f2 vit kung | c5 svart bonde · f5 svart torn · h5 svart bonde · c4 vit bonde · h4 vit torn · d3 svart kung · f3 svart bonde · h3 vit bonde · f2 vit kung | c5 svart bonde · f5 svart torn · h5 svart bonde · c4 vit bonde · h4 vit torn · d3 svart kung · f3 svart bonde · h3 vit bonde · f2 vit kung | c5 svart bonde · f5 svart torn · h5 svart bonde · c4 vit bonde · h4 vit torn · d3 svart kung · f3 svart bonde · h3 vit bonde · f2 vit kung | c5 svart bonde · f5 svart torn · h5 svart bonde · c4 vit bonde · h4 vit torn · d3 svart kung · f3 svart bonde · h3 vit bonde · f2 vit kung | c5 svart bonde · f5 svart torn · h5 svart bonde · c4 vit bonde · h4 vit torn · d3 svart kung · f3 svart bonde · h3 vit bonde · f2 vit kung | c5 svart bonde · f5 svart torn · h5 svart bonde · c4 vit bonde · h4 vit torn · d3 svart kung · f3 svart bonde · h3 vit bonde · f2 vit kung | 6 |
| 5 | c5 svart bonde · f5 svart torn · h5 svart bonde · c4 vit bonde · h4 vit torn · d3 svart kung · f3 svart bonde · h3 vit bonde · f2 vit kung | c5 svart bonde · f5 svart torn · h5 svart bonde · c4 vit bonde · h4 vit torn · d3 svart kung · f3 svart bonde · h3 vit bonde · f2 vit kung | c5 svart bonde · f5 svart torn · h5 svart bonde · c4 vit bonde · h4 vit torn · d3 svart kung · f3 svart bonde · h3 vit bonde · f2 vit kung | c5 svart bonde · f5 svart torn · h5 svart bonde · c4 vit bonde · h4 vit torn · d3 svart kung · f3 svart bonde · h3 vit bonde · f2 vit kung | c5 svart bonde · f5 svart torn · h5 svart bonde · c4 vit bonde · h4 vit torn · d3 svart kung · f3 svart bonde · h3 vit bonde · f2 vit kung | c5 svart bonde · f5 svart torn · h5 svart bonde · c4 vit bonde · h4 vit torn · d3 svart kung · f3 svart bonde · h3 vit bonde · f2 vit kung | c5 svart bonde · f5 svart torn · h5 svart bonde · c4 vit bonde · h4 vit torn · d3 svart kung · f3 svart bonde · h3 vit bonde · f2 vit kung | c5 svart bonde · f5 svart torn · h5 svart bonde · c4 vit bonde · h4 vit torn · d3 svart kung · f3 svart bonde · h3 vit bonde · f2 vit kung | 5 |
| 4 | c5 svart bonde · f5 svart torn · h5 svart bonde · c4 vit bonde · h4 vit torn · d3 svart kung · f3 svart bonde · h3 vit bonde · f2 vit kung | c5 svart bonde · f5 svart torn · h5 svart bonde · c4 vit bonde · h4 vit torn · d3 svart kung · f3 svart bonde · h3 vit bonde · f2 vit kung | c5 svart bonde · f5 svart torn · h5 svart bonde · c4 vit bonde · h4 vit torn · d3 svart kung · f3 svart bonde · h3 vit bonde · f2 vit kung | c5 svart bonde · f5 svart torn · h5 svart bonde · c4 vit bonde · h4 vit torn · d3 svart kung · f3 svart bonde · h3 vit bonde · f2 vit kung | c5 svart bonde · f5 svart torn · h5 svart bonde · c4 vit bonde · h4 vit torn · d3 svart kung · f3 svart bonde · h3 vit bonde · f2 vit kung | c5 svart bonde · f5 svart torn · h5 svart bonde · c4 vit bonde · h4 vit torn · d3 svart kung · f3 svart bonde · h3 vit bonde · f2 vit kung | c5 svart bonde · f5 svart torn · h5 svart bonde · c4 vit bonde · h4 vit torn · d3 svart kung · f3 svart bonde · h3 vit bonde · f2 vit kung | c5 svart bonde · f5 svart torn · h5 svart bonde · c4 vit bonde · h4 vit torn · d3 svart kung · f3 svart bonde · h3 vit bonde · f2 vit kung | 4 |
| 3 | c5 svart bonde · f5 svart torn · h5 svart bonde · c4 vit bonde · h4 vit torn · d3 svart kung · f3 svart bonde · h3 vit bonde · f2 vit kung | c5 svart bonde · f5 svart torn · h5 svart bonde · c4 vit bonde · h4 vit torn · d3 svart kung · f3 svart bonde · h3 vit bonde · f2 vit kung | c5 svart bonde · f5 svart torn · h5 svart bonde · c4 vit bonde · h4 vit torn · d3 svart kung · f3 svart bonde · h3 vit bonde · f2 vit kung | c5 svart bonde · f5 svart torn · h5 svart bonde · c4 vit bonde · h4 vit torn · d3 svart kung · f3 svart bonde · h3 vit bonde · f2 vit kung | c5 svart bonde · f5 svart torn · h5 svart bonde · c4 vit bonde · h4 vit torn · d3 svart kung · f3 svart bonde · h3 vit bonde · f2 vit kung | c5 svart bonde · f5 svart torn · h5 svart bonde · c4 vit bonde · h4 vit torn · d3 svart kung · f3 svart bonde · h3 vit bonde · f2 vit kung | c5 svart bonde · f5 svart torn · h5 svart bonde · c4 vit bonde · h4 vit torn · d3 svart kung · f3 svart bonde · h3 vit bonde · f2 vit kung | c5 svart bonde · f5 svart torn · h5 svart bonde · c4 vit bonde · h4 vit torn · d3 svart kung · f3 svart bonde · h3 vit bonde · f2 vit kung | 3 |
| 2 | c5 svart bonde · f5 svart torn · h5 svart bonde · c4 vit bonde · h4 vit torn · d3 svart kung · f3 svart bonde · h3 vit bonde · f2 vit kung | c5 svart bonde · f5 svart torn · h5 svart bonde · c4 vit bonde · h4 vit torn · d3 svart kung · f3 svart bonde · h3 vit bonde · f2 vit kung | c5 svart bonde · f5 svart torn · h5 svart bonde · c4 vit bonde · h4 vit torn · d3 svart kung · f3 svart bonde · h3 vit bonde · f2 vit kung | c5 svart bonde · f5 svart torn · h5 svart bonde · c4 vit bonde · h4 vit torn · d3 svart kung · f3 svart bonde · h3 vit bonde · f2 vit kung | c5 svart bonde · f5 svart torn · h5 svart bonde · c4 vit bonde · h4 vit torn · d3 svart kung · f3 svart bonde · h3 vit bonde · f2 vit kung | c5 svart bonde · f5 svart torn · h5 svart bonde · c4 vit bonde · h4 vit torn · d3 svart kung · f3 svart bonde · h3 vit bonde · f2 vit kung | c5 svart bonde · f5 svart torn · h5 svart bonde · c4 vit bonde · h4 vit torn · d3 svart kung · f3 svart bonde · h3 vit bonde · f2 vit kung | c5 svart bonde · f5 svart torn · h5 svart bonde · c4 vit bonde · h4 vit torn · d3 svart kung · f3 svart bonde · h3 vit bonde · f2 vit kung | 2 |
| 1 | c5 svart bonde · f5 svart torn · h5 svart bonde · c4 vit bonde · h4 vit torn · d3 svart kung · f3 svart bonde · h3 vit bonde · f2 vit kung | c5 svart bonde · f5 svart torn · h5 svart bonde · c4 vit bonde · h4 vit torn · d3 svart kung · f3 svart bonde · h3 vit bonde · f2 vit kung | c5 svart bonde · f5 svart torn · h5 svart bonde · c4 vit bonde · h4 vit torn · d3 svart kung · f3 svart bonde · h3 vit bonde · f2 vit kung | c5 svart bonde · f5 svart torn · h5 svart bonde · c4 vit bonde · h4 vit torn · d3 svart kung · f3 svart bonde · h3 vit bonde · f2 vit kung | c5 svart bonde · f5 svart torn · h5 svart bonde · c4 vit bonde · h4 vit torn · d3 svart kung · f3 svart bonde · h3 vit bonde · f2 vit kung | c5 svart bonde · f5 svart torn · h5 svart bonde · c4 vit bonde · h4 vit torn · d3 svart kung · f3 svart bonde · h3 vit bonde · f2 vit kung | c5 svart bonde · f5 svart torn · h5 svart bonde · c4 vit bonde · h4 vit torn · d3 svart kung · f3 svart bonde · h3 vit bonde · f2 vit kung | c5 svart bonde · f5 svart torn · h5 svart bonde · c4 vit bonde · h4 vit torn · d3 svart kung · f3 svart bonde · h3 vit bonde · f2 vit kung | 1 |
|   | a | b | c | d | e | f | g | h |   |

Med dragtvång menas en situation där det inte finns några bra drag att göra och man är tvungen att göra ett drag som försämrar ens ställning. Dragtvång förekommer ofta i slutspel. Oppositionen i bondeslutspel är ett exempel på hur man använder dragtvång för att tränga fram med kungen. 
Triangulering är ett sätt att förlora ett tempo för att försätta motståndaren i dragtvång. Kung, dam, torn och löpare kan alla triangulera, däremot inte springare. Diagrammet visar ett exempel.
Om vit hade varit vid draget hade han haft dragtvång och behövt flytta kungen vilken hade tillåtit f-bonden att avancera med snabb matt som följd. Men nu är det svarts drag.
64...Kd2 65.Te4 Kc3! 66.Th4
På andra torndrag faller c4-bonden med lätt vinst för svart.
66...Kd3 och trianguleringen är komplett. Vit är vid draget och gav upp partiet.

### Mattangrepp
|   | a | b | c | d | e | f | g | h |   |
| 8 | c8 svart löpare · b7 svart bonde · d7 svart kung · g7 svart bonde · h7 svart bonde · a6 svart bonde · e6 svart springare · f6 svart bonde · d5 vit kung · b4 vit löpare · e4 vit löpare · g4 vit bonde · a3 vit bonde · b2 vit bonde · c2 vit bonde · h2 vit bonde | c8 svart löpare · b7 svart bonde · d7 svart kung · g7 svart bonde · h7 svart bonde · a6 svart bonde · e6 svart springare · f6 svart bonde · d5 vit kung · b4 vit löpare · e4 vit löpare · g4 vit bonde · a3 vit bonde · b2 vit bonde · c2 vit bonde · h2 vit bonde | c8 svart löpare · b7 svart bonde · d7 svart kung · g7 svart bonde · h7 svart bonde · a6 svart bonde · e6 svart springare · f6 svart bonde · d5 vit kung · b4 vit löpare · e4 vit löpare · g4 vit bonde · a3 vit bonde · b2 vit bonde · c2 vit bonde · h2 vit bonde | c8 svart löpare · b7 svart bonde · d7 svart kung · g7 svart bonde · h7 svart bonde · a6 svart bonde · e6 svart springare · f6 svart bonde · d5 vit kung · b4 vit löpare · e4 vit löpare · g4 vit bonde · a3 vit bonde · b2 vit bonde · c2 vit bonde · h2 vit bonde | c8 svart löpare · b7 svart bonde · d7 svart kung · g7 svart bonde · h7 svart bonde · a6 svart bonde · e6 svart springare · f6 svart bonde · d5 vit kung · b4 vit löpare · e4 vit löpare · g4 vit bonde · a3 vit bonde · b2 vit bonde · c2 vit bonde · h2 vit bonde | c8 svart löpare · b7 svart bonde · d7 svart kung · g7 svart bonde · h7 svart bonde · a6 svart bonde · e6 svart springare · f6 svart bonde · d5 vit kung · b4 vit löpare · e4 vit löpare · g4 vit bonde · a3 vit bonde · b2 vit bonde · c2 vit bonde · h2 vit bonde | c8 svart löpare · b7 svart bonde · d7 svart kung · g7 svart bonde · h7 svart bonde · a6 svart bonde · e6 svart springare · f6 svart bonde · d5 vit kung · b4 vit löpare · e4 vit löpare · g4 vit bonde · a3 vit bonde · b2 vit bonde · c2 vit bonde · h2 vit bonde | c8 svart löpare · b7 svart bonde · d7 svart kung · g7 svart bonde · h7 svart bonde · a6 svart bonde · e6 svart springare · f6 svart bonde · d5 vit kung · b4 vit löpare · e4 vit löpare · g4 vit bonde · a3 vit bonde · b2 vit bonde · c2 vit bonde · h2 vit bonde | 8 |
| 7 | c8 svart löpare · b7 svart bonde · d7 svart kung · g7 svart bonde · h7 svart bonde · a6 svart bonde · e6 svart springare · f6 svart bonde · d5 vit kung · b4 vit löpare · e4 vit löpare · g4 vit bonde · a3 vit bonde · b2 vit bonde · c2 vit bonde · h2 vit bonde | c8 svart löpare · b7 svart bonde · d7 svart kung · g7 svart bonde · h7 svart bonde · a6 svart bonde · e6 svart springare · f6 svart bonde · d5 vit kung · b4 vit löpare · e4 vit löpare · g4 vit bonde · a3 vit bonde · b2 vit bonde · c2 vit bonde · h2 vit bonde | c8 svart löpare · b7 svart bonde · d7 svart kung · g7 svart bonde · h7 svart bonde · a6 svart bonde · e6 svart springare · f6 svart bonde · d5 vit kung · b4 vit löpare · e4 vit löpare · g4 vit bonde · a3 vit bonde · b2 vit bonde · c2 vit bonde · h2 vit bonde | c8 svart löpare · b7 svart bonde · d7 svart kung · g7 svart bonde · h7 svart bonde · a6 svart bonde · e6 svart springare · f6 svart bonde · d5 vit kung · b4 vit löpare · e4 vit löpare · g4 vit bonde · a3 vit bonde · b2 vit bonde · c2 vit bonde · h2 vit bonde | c8 svart löpare · b7 svart bonde · d7 svart kung · g7 svart bonde · h7 svart bonde · a6 svart bonde · e6 svart springare · f6 svart bonde · d5 vit kung · b4 vit löpare · e4 vit löpare · g4 vit bonde · a3 vit bonde · b2 vit bonde · c2 vit bonde · h2 vit bonde | c8 svart löpare · b7 svart bonde · d7 svart kung · g7 svart bonde · h7 svart bonde · a6 svart bonde · e6 svart springare · f6 svart bonde · d5 vit kung · b4 vit löpare · e4 vit löpare · g4 vit bonde · a3 vit bonde · b2 vit bonde · c2 vit bonde · h2 vit bonde | c8 svart löpare · b7 svart bonde · d7 svart kung · g7 svart bonde · h7 svart bonde · a6 svart bonde · e6 svart springare · f6 svart bonde · d5 vit kung · b4 vit löpare · e4 vit löpare · g4 vit bonde · a3 vit bonde · b2 vit bonde · c2 vit bonde · h2 vit bonde | c8 svart löpare · b7 svart bonde · d7 svart kung · g7 svart bonde · h7 svart bonde · a6 svart bonde · e6 svart springare · f6 svart bonde · d5 vit kung · b4 vit löpare · e4 vit löpare · g4 vit bonde · a3 vit bonde · b2 vit bonde · c2 vit bonde · h2 vit bonde | 7 |
| 6 | c8 svart löpare · b7 svart bonde · d7 svart kung · g7 svart bonde · h7 svart bonde · a6 svart bonde · e6 svart springare · f6 svart bonde · d5 vit kung · b4 vit löpare · e4 vit löpare · g4 vit bonde · a3 vit bonde · b2 vit bonde · c2 vit bonde · h2 vit bonde | c8 svart löpare · b7 svart bonde · d7 svart kung · g7 svart bonde · h7 svart bonde · a6 svart bonde · e6 svart springare · f6 svart bonde · d5 vit kung · b4 vit löpare · e4 vit löpare · g4 vit bonde · a3 vit bonde · b2 vit bonde · c2 vit bonde · h2 vit bonde | c8 svart löpare · b7 svart bonde · d7 svart kung · g7 svart bonde · h7 svart bonde · a6 svart bonde · e6 svart springare · f6 svart bonde · d5 vit kung · b4 vit löpare · e4 vit löpare · g4 vit bonde · a3 vit bonde · b2 vit bonde · c2 vit bonde · h2 vit bonde | c8 svart löpare · b7 svart bonde · d7 svart kung · g7 svart bonde · h7 svart bonde · a6 svart bonde · e6 svart springare · f6 svart bonde · d5 vit kung · b4 vit löpare · e4 vit löpare · g4 vit bonde · a3 vit bonde · b2 vit bonde · c2 vit bonde · h2 vit bonde | c8 svart löpare · b7 svart bonde · d7 svart kung · g7 svart bonde · h7 svart bonde · a6 svart bonde · e6 svart springare · f6 svart bonde · d5 vit kung · b4 vit löpare · e4 vit löpare · g4 vit bonde · a3 vit bonde · b2 vit bonde · c2 vit bonde · h2 vit bonde | c8 svart löpare · b7 svart bonde · d7 svart kung · g7 svart bonde · h7 svart bonde · a6 svart bonde · e6 svart springare · f6 svart bonde · d5 vit kung · b4 vit löpare · e4 vit löpare · g4 vit bonde · a3 vit bonde · b2 vit bonde · c2 vit bonde · h2 vit bonde | c8 svart löpare · b7 svart bonde · d7 svart kung · g7 svart bonde · h7 svart bonde · a6 svart bonde · e6 svart springare · f6 svart bonde · d5 vit kung · b4 vit löpare · e4 vit löpare · g4 vit bonde · a3 vit bonde · b2 vit bonde · c2 vit bonde · h2 vit bonde | c8 svart löpare · b7 svart bonde · d7 svart kung · g7 svart bonde · h7 svart bonde · a6 svart bonde · e6 svart springare · f6 svart bonde · d5 vit kung · b4 vit löpare · e4 vit löpare · g4 vit bonde · a3 vit bonde · b2 vit bonde · c2 vit bonde · h2 vit bonde | 6 |
| 5 | c8 svart löpare · b7 svart bonde · d7 svart kung · g7 svart bonde · h7 svart bonde · a6 svart bonde · e6 svart springare · f6 svart bonde · d5 vit kung · b4 vit löpare · e4 vit löpare · g4 vit bonde · a3 vit bonde · b2 vit bonde · c2 vit bonde · h2 vit bonde | c8 svart löpare · b7 svart bonde · d7 svart kung · g7 svart bonde · h7 svart bonde · a6 svart bonde · e6 svart springare · f6 svart bonde · d5 vit kung · b4 vit löpare · e4 vit löpare · g4 vit bonde · a3 vit bonde · b2 vit bonde · c2 vit bonde · h2 vit bonde | c8 svart löpare · b7 svart bonde · d7 svart kung · g7 svart bonde · h7 svart bonde · a6 svart bonde · e6 svart springare · f6 svart bonde · d5 vit kung · b4 vit löpare · e4 vit löpare · g4 vit bonde · a3 vit bonde · b2 vit bonde · c2 vit bonde · h2 vit bonde | c8 svart löpare · b7 svart bonde · d7 svart kung · g7 svart bonde · h7 svart bonde · a6 svart bonde · e6 svart springare · f6 svart bonde · d5 vit kung · b4 vit löpare · e4 vit löpare · g4 vit bonde · a3 vit bonde · b2 vit bonde · c2 vit bonde · h2 vit bonde | c8 svart löpare · b7 svart bonde · d7 svart kung · g7 svart bonde · h7 svart bonde · a6 svart bonde · e6 svart springare · f6 svart bonde · d5 vit kung · b4 vit löpare · e4 vit löpare · g4 vit bonde · a3 vit bonde · b2 vit bonde · c2 vit bonde · h2 vit bonde | c8 svart löpare · b7 svart bonde · d7 svart kung · g7 svart bonde · h7 svart bonde · a6 svart bonde · e6 svart springare · f6 svart bonde · d5 vit kung · b4 vit löpare · e4 vit löpare · g4 vit bonde · a3 vit bonde · b2 vit bonde · c2 vit bonde · h2 vit bonde | c8 svart löpare · b7 svart bonde · d7 svart kung · g7 svart bonde · h7 svart bonde · a6 svart bonde · e6 svart springare · f6 svart bonde · d5 vit kung · b4 vit löpare · e4 vit löpare · g4 vit bonde · a3 vit bonde · b2 vit bonde · c2 vit bonde · h2 vit bonde | c8 svart löpare · b7 svart bonde · d7 svart kung · g7 svart bonde · h7 svart bonde · a6 svart bonde · e6 svart springare · f6 svart bonde · d5 vit kung · b4 vit löpare · e4 vit löpare · g4 vit bonde · a3 vit bonde · b2 vit bonde · c2 vit bonde · h2 vit bonde | 5 |
| 4 | c8 svart löpare · b7 svart bonde · d7 svart kung · g7 svart bonde · h7 svart bonde · a6 svart bonde · e6 svart springare · f6 svart bonde · d5 vit kung · b4 vit löpare · e4 vit löpare · g4 vit bonde · a3 vit bonde · b2 vit bonde · c2 vit bonde · h2 vit bonde | c8 svart löpare · b7 svart bonde · d7 svart kung · g7 svart bonde · h7 svart bonde · a6 svart bonde · e6 svart springare · f6 svart bonde · d5 vit kung · b4 vit löpare · e4 vit löpare · g4 vit bonde · a3 vit bonde · b2 vit bonde · c2 vit bonde · h2 vit bonde | c8 svart löpare · b7 svart bonde · d7 svart kung · g7 svart bonde · h7 svart bonde · a6 svart bonde · e6 svart springare · f6 svart bonde · d5 vit kung · b4 vit löpare · e4 vit löpare · g4 vit bonde · a3 vit bonde · b2 vit bonde · c2 vit bonde · h2 vit bonde | c8 svart löpare · b7 svart bonde · d7 svart kung · g7 svart bonde · h7 svart bonde · a6 svart bonde · e6 svart springare · f6 svart bonde · d5 vit kung · b4 vit löpare · e4 vit löpare · g4 vit bonde · a3 vit bonde · b2 vit bonde · c2 vit bonde · h2 vit bonde | c8 svart löpare · b7 svart bonde · d7 svart kung · g7 svart bonde · h7 svart bonde · a6 svart bonde · e6 svart springare · f6 svart bonde · d5 vit kung · b4 vit löpare · e4 vit löpare · g4 vit bonde · a3 vit bonde · b2 vit bonde · c2 vit bonde · h2 vit bonde | c8 svart löpare · b7 svart bonde · d7 svart kung · g7 svart bonde · h7 svart bonde · a6 svart bonde · e6 svart springare · f6 svart bonde · d5 vit kung · b4 vit löpare · e4 vit löpare · g4 vit bonde · a3 vit bonde · b2 vit bonde · c2 vit bonde · h2 vit bonde | c8 svart löpare · b7 svart bonde · d7 svart kung · g7 svart bonde · h7 svart bonde · a6 svart bonde · e6 svart springare · f6 svart bonde · d5 vit kung · b4 vit löpare · e4 vit löpare · g4 vit bonde · a3 vit bonde · b2 vit bonde · c2 vit bonde · h2 vit bonde | c8 svart löpare · b7 svart bonde · d7 svart kung · g7 svart bonde · h7 svart bonde · a6 svart bonde · e6 svart springare · f6 svart bonde · d5 vit kung · b4 vit löpare · e4 vit löpare · g4 vit bonde · a3 vit bonde · b2 vit bonde · c2 vit bonde · h2 vit bonde | 4 |
| 3 | c8 svart löpare · b7 svart bonde · d7 svart kung · g7 svart bonde · h7 svart bonde · a6 svart bonde · e6 svart springare · f6 svart bonde · d5 vit kung · b4 vit löpare · e4 vit löpare · g4 vit bonde · a3 vit bonde · b2 vit bonde · c2 vit bonde · h2 vit bonde | c8 svart löpare · b7 svart bonde · d7 svart kung · g7 svart bonde · h7 svart bonde · a6 svart bonde · e6 svart springare · f6 svart bonde · d5 vit kung · b4 vit löpare · e4 vit löpare · g4 vit bonde · a3 vit bonde · b2 vit bonde · c2 vit bonde · h2 vit bonde | c8 svart löpare · b7 svart bonde · d7 svart kung · g7 svart bonde · h7 svart bonde · a6 svart bonde · e6 svart springare · f6 svart bonde · d5 vit kung · b4 vit löpare · e4 vit löpare · g4 vit bonde · a3 vit bonde · b2 vit bonde · c2 vit bonde · h2 vit bonde | c8 svart löpare · b7 svart bonde · d7 svart kung · g7 svart bonde · h7 svart bonde · a6 svart bonde · e6 svart springare · f6 svart bonde · d5 vit kung · b4 vit löpare · e4 vit löpare · g4 vit bonde · a3 vit bonde · b2 vit bonde · c2 vit bonde · h2 vit bonde | c8 svart löpare · b7 svart bonde · d7 svart kung · g7 svart bonde · h7 svart bonde · a6 svart bonde · e6 svart springare · f6 svart bonde · d5 vit kung · b4 vit löpare · e4 vit löpare · g4 vit bonde · a3 vit bonde · b2 vit bonde · c2 vit bonde · h2 vit bonde | c8 svart löpare · b7 svart bonde · d7 svart kung · g7 svart bonde · h7 svart bonde · a6 svart bonde · e6 svart springare · f6 svart bonde · d5 vit kung · b4 vit löpare · e4 vit löpare · g4 vit bonde · a3 vit bonde · b2 vit bonde · c2 vit bonde · h2 vit bonde | c8 svart löpare · b7 svart bonde · d7 svart kung · g7 svart bonde · h7 svart bonde · a6 svart bonde · e6 svart springare · f6 svart bonde · d5 vit kung · b4 vit löpare · e4 vit löpare · g4 vit bonde · a3 vit bonde · b2 vit bonde · c2 vit bonde · h2 vit bonde | c8 svart löpare · b7 svart bonde · d7 svart kung · g7 svart bonde · h7 svart bonde · a6 svart bonde · e6 svart springare · f6 svart bonde · d5 vit kung · b4 vit löpare · e4 vit löpare · g4 vit bonde · a3 vit bonde · b2 vit bonde · c2 vit bonde · h2 vit bonde | 3 |
| 2 | c8 svart löpare · b7 svart bonde · d7 svart kung · g7 svart bonde · h7 svart bonde · a6 svart bonde · e6 svart springare · f6 svart bonde · d5 vit kung · b4 vit löpare · e4 vit löpare · g4 vit bonde · a3 vit bonde · b2 vit bonde · c2 vit bonde · h2 vit bonde | c8 svart löpare · b7 svart bonde · d7 svart kung · g7 svart bonde · h7 svart bonde · a6 svart bonde · e6 svart springare · f6 svart bonde · d5 vit kung · b4 vit löpare · e4 vit löpare · g4 vit bonde · a3 vit bonde · b2 vit bonde · c2 vit bonde · h2 vit bonde | c8 svart löpare · b7 svart bonde · d7 svart kung · g7 svart bonde · h7 svart bonde · a6 svart bonde · e6 svart springare · f6 svart bonde · d5 vit kung · b4 vit löpare · e4 vit löpare · g4 vit bonde · a3 vit bonde · b2 vit bonde · c2 vit bonde · h2 vit bonde | c8 svart löpare · b7 svart bonde · d7 svart kung · g7 svart bonde · h7 svart bonde · a6 svart bonde · e6 svart springare · f6 svart bonde · d5 vit kung · b4 vit löpare · e4 vit löpare · g4 vit bonde · a3 vit bonde · b2 vit bonde · c2 vit bonde · h2 vit bonde | c8 svart löpare · b7 svart bonde · d7 svart kung · g7 svart bonde · h7 svart bonde · a6 svart bonde · e6 svart springare · f6 svart bonde · d5 vit kung · b4 vit löpare · e4 vit löpare · g4 vit bonde · a3 vit bonde · b2 vit bonde · c2 vit bonde · h2 vit bonde | c8 svart löpare · b7 svart bonde · d7 svart kung · g7 svart bonde · h7 svart bonde · a6 svart bonde · e6 svart springare · f6 svart bonde · d5 vit kung · b4 vit löpare · e4 vit löpare · g4 vit bonde · a3 vit bonde · b2 vit bonde · c2 vit bonde · h2 vit bonde | c8 svart löpare · b7 svart bonde · d7 svart kung · g7 svart bonde · h7 svart bonde · a6 svart bonde · e6 svart springare · f6 svart bonde · d5 vit kung · b4 vit löpare · e4 vit löpare · g4 vit bonde · a3 vit bonde · b2 vit bonde · c2 vit bonde · h2 vit bonde | c8 svart löpare · b7 svart bonde · d7 svart kung · g7 svart bonde · h7 svart bonde · a6 svart bonde · e6 svart springare · f6 svart bonde · d5 vit kung · b4 vit löpare · e4 vit löpare · g4 vit bonde · a3 vit bonde · b2 vit bonde · c2 vit bonde · h2 vit bonde | 2 |
| 1 | c8 svart löpare · b7 svart bonde · d7 svart kung · g7 svart bonde · h7 svart bonde · a6 svart bonde · e6 svart springare · f6 svart bonde · d5 vit kung · b4 vit löpare · e4 vit löpare · g4 vit bonde · a3 vit bonde · b2 vit bonde · c2 vit bonde · h2 vit bonde | c8 svart löpare · b7 svart bonde · d7 svart kung · g7 svart bonde · h7 svart bonde · a6 svart bonde · e6 svart springare · f6 svart bonde · d5 vit kung · b4 vit löpare · e4 vit löpare · g4 vit bonde · a3 vit bonde · b2 vit bonde · c2 vit bonde · h2 vit bonde | c8 svart löpare · b7 svart bonde · d7 svart kung · g7 svart bonde · h7 svart bonde · a6 svart bonde · e6 svart springare · f6 svart bonde · d5 vit kung · b4 vit löpare · e4 vit löpare · g4 vit bonde · a3 vit bonde · b2 vit bonde · c2 vit bonde · h2 vit bonde | c8 svart löpare · b7 svart bonde · d7 svart kung · g7 svart bonde · h7 svart bonde · a6 svart bonde · e6 svart springare · f6 svart bonde · d5 vit kung · b4 vit löpare · e4 vit löpare · g4 vit bonde · a3 vit bonde · b2 vit bonde · c2 vit bonde · h2 vit bonde | c8 svart löpare · b7 svart bonde · d7 svart kung · g7 svart bonde · h7 svart bonde · a6 svart bonde · e6 svart springare · f6 svart bonde · d5 vit kung · b4 vit löpare · e4 vit löpare · g4 vit bonde · a3 vit bonde · b2 vit bonde · c2 vit bonde · h2 vit bonde | c8 svart löpare · b7 svart bonde · d7 svart kung · g7 svart bonde · h7 svart bonde · a6 svart bonde · e6 svart springare · f6 svart bonde · d5 vit kung · b4 vit löpare · e4 vit löpare · g4 vit bonde · a3 vit bonde · b2 vit bonde · c2 vit bonde · h2 vit bonde | c8 svart löpare · b7 svart bonde · d7 svart kung · g7 svart bonde · h7 svart bonde · a6 svart bonde · e6 svart springare · f6 svart bonde · d5 vit kung · b4 vit löpare · e4 vit löpare · g4 vit bonde · a3 vit bonde · b2 vit bonde · c2 vit bonde · h2 vit bonde | c8 svart löpare · b7 svart bonde · d7 svart kung · g7 svart bonde · h7 svart bonde · a6 svart bonde · e6 svart springare · f6 svart bonde · d5 vit kung · b4 vit löpare · e4 vit löpare · g4 vit bonde · a3 vit bonde · b2 vit bonde · c2 vit bonde · h2 vit bonde | 1 |
|   | a | b | c | d | e | f | g | h |   |

I slutspelet brukar kungen känna sig säker och när den blir utsatt för ett mattangrepp sker det ofta mycket överraskande.
I diagrammet har vit det bättre spelet men har gått fram för optimistiskt med kungen.
1...b5! och kungen är fast i ett mattnät. Det finns inget försvar mot 2...Lb7#

### Evig schack
|   | a | b | c | d | e | f | g | h |   |
| 8 | g8 svart kung · g7 svart bonde · h5 vit drottning · c4 svart drottning · h3 vit bonde · f2 vit bonde · g2 vit bonde · h1 vit kung | g8 svart kung · g7 svart bonde · h5 vit drottning · c4 svart drottning · h3 vit bonde · f2 vit bonde · g2 vit bonde · h1 vit kung | g8 svart kung · g7 svart bonde · h5 vit drottning · c4 svart drottning · h3 vit bonde · f2 vit bonde · g2 vit bonde · h1 vit kung | g8 svart kung · g7 svart bonde · h5 vit drottning · c4 svart drottning · h3 vit bonde · f2 vit bonde · g2 vit bonde · h1 vit kung | g8 svart kung · g7 svart bonde · h5 vit drottning · c4 svart drottning · h3 vit bonde · f2 vit bonde · g2 vit bonde · h1 vit kung | g8 svart kung · g7 svart bonde · h5 vit drottning · c4 svart drottning · h3 vit bonde · f2 vit bonde · g2 vit bonde · h1 vit kung | g8 svart kung · g7 svart bonde · h5 vit drottning · c4 svart drottning · h3 vit bonde · f2 vit bonde · g2 vit bonde · h1 vit kung | g8 svart kung · g7 svart bonde · h5 vit drottning · c4 svart drottning · h3 vit bonde · f2 vit bonde · g2 vit bonde · h1 vit kung | 8 |
| 7 | g8 svart kung · g7 svart bonde · h5 vit drottning · c4 svart drottning · h3 vit bonde · f2 vit bonde · g2 vit bonde · h1 vit kung | g8 svart kung · g7 svart bonde · h5 vit drottning · c4 svart drottning · h3 vit bonde · f2 vit bonde · g2 vit bonde · h1 vit kung | g8 svart kung · g7 svart bonde · h5 vit drottning · c4 svart drottning · h3 vit bonde · f2 vit bonde · g2 vit bonde · h1 vit kung | g8 svart kung · g7 svart bonde · h5 vit drottning · c4 svart drottning · h3 vit bonde · f2 vit bonde · g2 vit bonde · h1 vit kung | g8 svart kung · g7 svart bonde · h5 vit drottning · c4 svart drottning · h3 vit bonde · f2 vit bonde · g2 vit bonde · h1 vit kung | g8 svart kung · g7 svart bonde · h5 vit drottning · c4 svart drottning · h3 vit bonde · f2 vit bonde · g2 vit bonde · h1 vit kung | g8 svart kung · g7 svart bonde · h5 vit drottning · c4 svart drottning · h3 vit bonde · f2 vit bonde · g2 vit bonde · h1 vit kung | g8 svart kung · g7 svart bonde · h5 vit drottning · c4 svart drottning · h3 vit bonde · f2 vit bonde · g2 vit bonde · h1 vit kung | 7 |
| 6 | g8 svart kung · g7 svart bonde · h5 vit drottning · c4 svart drottning · h3 vit bonde · f2 vit bonde · g2 vit bonde · h1 vit kung | g8 svart kung · g7 svart bonde · h5 vit drottning · c4 svart drottning · h3 vit bonde · f2 vit bonde · g2 vit bonde · h1 vit kung | g8 svart kung · g7 svart bonde · h5 vit drottning · c4 svart drottning · h3 vit bonde · f2 vit bonde · g2 vit bonde · h1 vit kung | g8 svart kung · g7 svart bonde · h5 vit drottning · c4 svart drottning · h3 vit bonde · f2 vit bonde · g2 vit bonde · h1 vit kung | g8 svart kung · g7 svart bonde · h5 vit drottning · c4 svart drottning · h3 vit bonde · f2 vit bonde · g2 vit bonde · h1 vit kung | g8 svart kung · g7 svart bonde · h5 vit drottning · c4 svart drottning · h3 vit bonde · f2 vit bonde · g2 vit bonde · h1 vit kung | g8 svart kung · g7 svart bonde · h5 vit drottning · c4 svart drottning · h3 vit bonde · f2 vit bonde · g2 vit bonde · h1 vit kung | g8 svart kung · g7 svart bonde · h5 vit drottning · c4 svart drottning · h3 vit bonde · f2 vit bonde · g2 vit bonde · h1 vit kung | 6 |
| 5 | g8 svart kung · g7 svart bonde · h5 vit drottning · c4 svart drottning · h3 vit bonde · f2 vit bonde · g2 vit bonde · h1 vit kung | g8 svart kung · g7 svart bonde · h5 vit drottning · c4 svart drottning · h3 vit bonde · f2 vit bonde · g2 vit bonde · h1 vit kung | g8 svart kung · g7 svart bonde · h5 vit drottning · c4 svart drottning · h3 vit bonde · f2 vit bonde · g2 vit bonde · h1 vit kung | g8 svart kung · g7 svart bonde · h5 vit drottning · c4 svart drottning · h3 vit bonde · f2 vit bonde · g2 vit bonde · h1 vit kung | g8 svart kung · g7 svart bonde · h5 vit drottning · c4 svart drottning · h3 vit bonde · f2 vit bonde · g2 vit bonde · h1 vit kung | g8 svart kung · g7 svart bonde · h5 vit drottning · c4 svart drottning · h3 vit bonde · f2 vit bonde · g2 vit bonde · h1 vit kung | g8 svart kung · g7 svart bonde · h5 vit drottning · c4 svart drottning · h3 vit bonde · f2 vit bonde · g2 vit bonde · h1 vit kung | g8 svart kung · g7 svart bonde · h5 vit drottning · c4 svart drottning · h3 vit bonde · f2 vit bonde · g2 vit bonde · h1 vit kung | 5 |
| 4 | g8 svart kung · g7 svart bonde · h5 vit drottning · c4 svart drottning · h3 vit bonde · f2 vit bonde · g2 vit bonde · h1 vit kung | g8 svart kung · g7 svart bonde · h5 vit drottning · c4 svart drottning · h3 vit bonde · f2 vit bonde · g2 vit bonde · h1 vit kung | g8 svart kung · g7 svart bonde · h5 vit drottning · c4 svart drottning · h3 vit bonde · f2 vit bonde · g2 vit bonde · h1 vit kung | g8 svart kung · g7 svart bonde · h5 vit drottning · c4 svart drottning · h3 vit bonde · f2 vit bonde · g2 vit bonde · h1 vit kung | g8 svart kung · g7 svart bonde · h5 vit drottning · c4 svart drottning · h3 vit bonde · f2 vit bonde · g2 vit bonde · h1 vit kung | g8 svart kung · g7 svart bonde · h5 vit drottning · c4 svart drottning · h3 vit bonde · f2 vit bonde · g2 vit bonde · h1 vit kung | g8 svart kung · g7 svart bonde · h5 vit drottning · c4 svart drottning · h3 vit bonde · f2 vit bonde · g2 vit bonde · h1 vit kung | g8 svart kung · g7 svart bonde · h5 vit drottning · c4 svart drottning · h3 vit bonde · f2 vit bonde · g2 vit bonde · h1 vit kung | 4 |
| 3 | g8 svart kung · g7 svart bonde · h5 vit drottning · c4 svart drottning · h3 vit bonde · f2 vit bonde · g2 vit bonde · h1 vit kung | g8 svart kung · g7 svart bonde · h5 vit drottning · c4 svart drottning · h3 vit bonde · f2 vit bonde · g2 vit bonde · h1 vit kung | g8 svart kung · g7 svart bonde · h5 vit drottning · c4 svart drottning · h3 vit bonde · f2 vit bonde · g2 vit bonde · h1 vit kung | g8 svart kung · g7 svart bonde · h5 vit drottning · c4 svart drottning · h3 vit bonde · f2 vit bonde · g2 vit bonde · h1 vit kung | g8 svart kung · g7 svart bonde · h5 vit drottning · c4 svart drottning · h3 vit bonde · f2 vit bonde · g2 vit bonde · h1 vit kung | g8 svart kung · g7 svart bonde · h5 vit drottning · c4 svart drottning · h3 vit bonde · f2 vit bonde · g2 vit bonde · h1 vit kung | g8 svart kung · g7 svart bonde · h5 vit drottning · c4 svart drottning · h3 vit bonde · f2 vit bonde · g2 vit bonde · h1 vit kung | g8 svart kung · g7 svart bonde · h5 vit drottning · c4 svart drottning · h3 vit bonde · f2 vit bonde · g2 vit bonde · h1 vit kung | 3 |
| 2 | g8 svart kung · g7 svart bonde · h5 vit drottning · c4 svart drottning · h3 vit bonde · f2 vit bonde · g2 vit bonde · h1 vit kung | g8 svart kung · g7 svart bonde · h5 vit drottning · c4 svart drottning · h3 vit bonde · f2 vit bonde · g2 vit bonde · h1 vit kung | g8 svart kung · g7 svart bonde · h5 vit drottning · c4 svart drottning · h3 vit bonde · f2 vit bonde · g2 vit bonde · h1 vit kung | g8 svart kung · g7 svart bonde · h5 vit drottning · c4 svart drottning · h3 vit bonde · f2 vit bonde · g2 vit bonde · h1 vit kung | g8 svart kung · g7 svart bonde · h5 vit drottning · c4 svart drottning · h3 vit bonde · f2 vit bonde · g2 vit bonde · h1 vit kung | g8 svart kung · g7 svart bonde · h5 vit drottning · c4 svart drottning · h3 vit bonde · f2 vit bonde · g2 vit bonde · h1 vit kung | g8 svart kung · g7 svart bonde · h5 vit drottning · c4 svart drottning · h3 vit bonde · f2 vit bonde · g2 vit bonde · h1 vit kung | g8 svart kung · g7 svart bonde · h5 vit drottning · c4 svart drottning · h3 vit bonde · f2 vit bonde · g2 vit bonde · h1 vit kung | 2 |
| 1 | g8 svart kung · g7 svart bonde · h5 vit drottning · c4 svart drottning · h3 vit bonde · f2 vit bonde · g2 vit bonde · h1 vit kung | g8 svart kung · g7 svart bonde · h5 vit drottning · c4 svart drottning · h3 vit bonde · f2 vit bonde · g2 vit bonde · h1 vit kung | g8 svart kung · g7 svart bonde · h5 vit drottning · c4 svart drottning · h3 vit bonde · f2 vit bonde · g2 vit bonde · h1 vit kung | g8 svart kung · g7 svart bonde · h5 vit drottning · c4 svart drottning · h3 vit bonde · f2 vit bonde · g2 vit bonde · h1 vit kung | g8 svart kung · g7 svart bonde · h5 vit drottning · c4 svart drottning · h3 vit bonde · f2 vit bonde · g2 vit bonde · h1 vit kung | g8 svart kung · g7 svart bonde · h5 vit drottning · c4 svart drottning · h3 vit bonde · f2 vit bonde · g2 vit bonde · h1 vit kung | g8 svart kung · g7 svart bonde · h5 vit drottning · c4 svart drottning · h3 vit bonde · f2 vit bonde · g2 vit bonde · h1 vit kung | g8 svart kung · g7 svart bonde · h5 vit drottning · c4 svart drottning · h3 vit bonde · f2 vit bonde · g2 vit bonde · h1 vit kung | 1 |
|   | a | b | c | d | e | f | g | h |   |

Evig schack (eller remischackar) är ett sätt att rädda remi trots ett underläge. Det förekommer framför allt i damslutspel och diagrammet visar två vanliga mönster för evig schack med damen. 
Vit vid draget kan spela 1.De8+ Kh7 2.Dh5+ Kg8 3.De8+ etc. 
Om svart i stället är vid draget kan han spela 1...Dc1+ 2.Kh2 Df4+ 3.Kg1 Dc1+ etc. Om vit försöker med 3.g3 så har svart remischackar med 3...Dxf2+ 4.Kh1 Df1+ etc.

### Pattkombinationer
|   | a                                                                                           | b                                                                                           | c                                                                                           | d                                                                                           | e                                                                                           | f                                                                                           | g                                                                                           | h                                                                                           |   |
| 8 | b8 vit torn · f5 svart kung · f4 svart bonde · b3 svart bonde · h3 svart torn · e2 vit kung | b8 vit torn · f5 svart kung · f4 svart bonde · b3 svart bonde · h3 svart torn · e2 vit kung | b8 vit torn · f5 svart kung · f4 svart bonde · b3 svart bonde · h3 svart torn · e2 vit kung | b8 vit torn · f5 svart kung · f4 svart bonde · b3 svart bonde · h3 svart torn · e2 vit kung | b8 vit torn · f5 svart kung · f4 svart bonde · b3 svart bonde · h3 svart torn · e2 vit kung | b8 vit torn · f5 svart kung · f4 svart bonde · b3 svart bonde · h3 svart torn · e2 vit kung | b8 vit torn · f5 svart kung · f4 svart bonde · b3 svart bonde · h3 svart torn · e2 vit kung | b8 vit torn · f5 svart kung · f4 svart bonde · b3 svart bonde · h3 svart torn · e2 vit kung | 8 |
| 7 | b8 vit torn · f5 svart kung · f4 svart bonde · b3 svart bonde · h3 svart torn · e2 vit kung | b8 vit torn · f5 svart kung · f4 svart bonde · b3 svart bonde · h3 svart torn · e2 vit kung | b8 vit torn · f5 svart kung · f4 svart bonde · b3 svart bonde · h3 svart torn · e2 vit kung | b8 vit torn · f5 svart kung · f4 svart bonde · b3 svart bonde · h3 svart torn · e2 vit kung | b8 vit torn · f5 svart kung · f4 svart bonde · b3 svart bonde · h3 svart torn · e2 vit kung | b8 vit torn · f5 svart kung · f4 svart bonde · b3 svart bonde · h3 svart torn · e2 vit kung | b8 vit torn · f5 svart kung · f4 svart bonde · b3 svart bonde · h3 svart torn · e2 vit kung | b8 vit torn · f5 svart kung · f4 svart bonde · b3 svart bonde · h3 svart torn · e2 vit kung | 7 |
| 6 | b8 vit torn · f5 svart kung · f4 svart bonde · b3 svart bonde · h3 svart torn · e2 vit kung | b8 vit torn · f5 svart kung · f4 svart bonde · b3 svart bonde · h3 svart torn · e2 vit kung | b8 vit torn · f5 svart kung · f4 svart bonde · b3 svart bonde · h3 svart torn · e2 vit kung | b8 vit torn · f5 svart kung · f4 svart bonde · b3 svart bonde · h3 svart torn · e2 vit kung | b8 vit torn · f5 svart kung · f4 svart bonde · b3 svart bonde · h3 svart torn · e2 vit kung | b8 vit torn · f5 svart kung · f4 svart bonde · b3 svart bonde · h3 svart torn · e2 vit kung | b8 vit torn · f5 svart kung · f4 svart bonde · b3 svart bonde · h3 svart torn · e2 vit kung | b8 vit torn · f5 svart kung · f4 svart bonde · b3 svart bonde · h3 svart torn · e2 vit kung | 6 |
| 5 | b8 vit torn · f5 svart kung · f4 svart bonde · b3 svart bonde · h3 svart torn · e2 vit kung | b8 vit torn · f5 svart kung · f4 svart bonde · b3 svart bonde · h3 svart torn · e2 vit kung | b8 vit torn · f5 svart kung · f4 svart bonde · b3 svart bonde · h3 svart torn · e2 vit kung | b8 vit torn · f5 svart kung · f4 svart bonde · b3 svart bonde · h3 svart torn · e2 vit kung | b8 vit torn · f5 svart kung · f4 svart bonde · b3 svart bonde · h3 svart torn · e2 vit kung | b8 vit torn · f5 svart kung · f4 svart bonde · b3 svart bonde · h3 svart torn · e2 vit kung | b8 vit torn · f5 svart kung · f4 svart bonde · b3 svart bonde · h3 svart torn · e2 vit kung | b8 vit torn · f5 svart kung · f4 svart bonde · b3 svart bonde · h3 svart torn · e2 vit kung | 5 |
| 4 | b8 vit torn · f5 svart kung · f4 svart bonde · b3 svart bonde · h3 svart torn · e2 vit kung | b8 vit torn · f5 svart kung · f4 svart bonde · b3 svart bonde · h3 svart torn · e2 vit kung | b8 vit torn · f5 svart kung · f4 svart bonde · b3 svart bonde · h3 svart torn · e2 vit kung | b8 vit torn · f5 svart kung · f4 svart bonde · b3 svart bonde · h3 svart torn · e2 vit kung | b8 vit torn · f5 svart kung · f4 svart bonde · b3 svart bonde · h3 svart torn · e2 vit kung | b8 vit torn · f5 svart kung · f4 svart bonde · b3 svart bonde · h3 svart torn · e2 vit kung | b8 vit torn · f5 svart kung · f4 svart bonde · b3 svart bonde · h3 svart torn · e2 vit kung | b8 vit torn · f5 svart kung · f4 svart bonde · b3 svart bonde · h3 svart torn · e2 vit kung | 4 |
| 3 | b8 vit torn · f5 svart kung · f4 svart bonde · b3 svart bonde · h3 svart torn · e2 vit kung | b8 vit torn · f5 svart kung · f4 svart bonde · b3 svart bonde · h3 svart torn · e2 vit kung | b8 vit torn · f5 svart kung · f4 svart bonde · b3 svart bonde · h3 svart torn · e2 vit kung | b8 vit torn · f5 svart kung · f4 svart bonde · b3 svart bonde · h3 svart torn · e2 vit kung | b8 vit torn · f5 svart kung · f4 svart bonde · b3 svart bonde · h3 svart torn · e2 vit kung | b8 vit torn · f5 svart kung · f4 svart bonde · b3 svart bonde · h3 svart torn · e2 vit kung | b8 vit torn · f5 svart kung · f4 svart bonde · b3 svart bonde · h3 svart torn · e2 vit kung | b8 vit torn · f5 svart kung · f4 svart bonde · b3 svart bonde · h3 svart torn · e2 vit kung | 3 |
| 2 | b8 vit torn · f5 svart kung · f4 svart bonde · b3 svart bonde · h3 svart torn · e2 vit kung | b8 vit torn · f5 svart kung · f4 svart bonde · b3 svart bonde · h3 svart torn · e2 vit kung | b8 vit torn · f5 svart kung · f4 svart bonde · b3 svart bonde · h3 svart torn · e2 vit kung | b8 vit torn · f5 svart kung · f4 svart bonde · b3 svart bonde · h3 svart torn · e2 vit kung | b8 vit torn · f5 svart kung · f4 svart bonde · b3 svart bonde · h3 svart torn · e2 vit kung | b8 vit torn · f5 svart kung · f4 svart bonde · b3 svart bonde · h3 svart torn · e2 vit kung | b8 vit torn · f5 svart kung · f4 svart bonde · b3 svart bonde · h3 svart torn · e2 vit kung | b8 vit torn · f5 svart kung · f4 svart bonde · b3 svart bonde · h3 svart torn · e2 vit kung | 2 |
| 1 | b8 vit torn · f5 svart kung · f4 svart bonde · b3 svart bonde · h3 svart torn · e2 vit kung | b8 vit torn · f5 svart kung · f4 svart bonde · b3 svart bonde · h3 svart torn · e2 vit kung | b8 vit torn · f5 svart kung · f4 svart bonde · b3 svart bonde · h3 svart torn · e2 vit kung | b8 vit torn · f5 svart kung · f4 svart bonde · b3 svart bonde · h3 svart torn · e2 vit kung | b8 vit torn · f5 svart kung · f4 svart bonde · b3 svart bonde · h3 svart torn · e2 vit kung | b8 vit torn · f5 svart kung · f4 svart bonde · b3 svart bonde · h3 svart torn · e2 vit kung | b8 vit torn · f5 svart kung · f4 svart bonde · b3 svart bonde · h3 svart torn · e2 vit kung | b8 vit torn · f5 svart kung · f4 svart bonde · b3 svart bonde · h3 svart torn · e2 vit kung | 1 |
|   | a                                                                                           | b                                                                                           | c                                                                                           | d                                                                                           | e                                                                                           | f                                                                                           | g                                                                                           | h                                                                                           |   |

När den ena sidan har ont om pjäser och möjliga drag bör man alltid vara på sin vakt mot en pattställning med remi som följd.
I diagrammet spelade svart 59...b2?? och vit svarade 60.Txb2! Nu leder 60...Th2+ 61.Kf3! Txb2 till en vanlig pattställning som många har missat. Partiet slutade i stället 60...Kg4 61.Kf1 remi.

### Fästningar
|   | a                                                                             | b                                                                             | c                                                                             | d                                                                             | e                                                                             | f                                                                             | g                                                                             | h                                                                             |   |
| 8 | f6 svart drottning · b5 svart kung · c3 vit torn · b2 vit bonde · c1 vit kung | f6 svart drottning · b5 svart kung · c3 vit torn · b2 vit bonde · c1 vit kung | f6 svart drottning · b5 svart kung · c3 vit torn · b2 vit bonde · c1 vit kung | f6 svart drottning · b5 svart kung · c3 vit torn · b2 vit bonde · c1 vit kung | f6 svart drottning · b5 svart kung · c3 vit torn · b2 vit bonde · c1 vit kung | f6 svart drottning · b5 svart kung · c3 vit torn · b2 vit bonde · c1 vit kung | f6 svart drottning · b5 svart kung · c3 vit torn · b2 vit bonde · c1 vit kung | f6 svart drottning · b5 svart kung · c3 vit torn · b2 vit bonde · c1 vit kung | 8 |
| 7 | f6 svart drottning · b5 svart kung · c3 vit torn · b2 vit bonde · c1 vit kung | f6 svart drottning · b5 svart kung · c3 vit torn · b2 vit bonde · c1 vit kung | f6 svart drottning · b5 svart kung · c3 vit torn · b2 vit bonde · c1 vit kung | f6 svart drottning · b5 svart kung · c3 vit torn · b2 vit bonde · c1 vit kung | f6 svart drottning · b5 svart kung · c3 vit torn · b2 vit bonde · c1 vit kung | f6 svart drottning · b5 svart kung · c3 vit torn · b2 vit bonde · c1 vit kung | f6 svart drottning · b5 svart kung · c3 vit torn · b2 vit bonde · c1 vit kung | f6 svart drottning · b5 svart kung · c3 vit torn · b2 vit bonde · c1 vit kung | 7 |
| 6 | f6 svart drottning · b5 svart kung · c3 vit torn · b2 vit bonde · c1 vit kung | f6 svart drottning · b5 svart kung · c3 vit torn · b2 vit bonde · c1 vit kung | f6 svart drottning · b5 svart kung · c3 vit torn · b2 vit bonde · c1 vit kung | f6 svart drottning · b5 svart kung · c3 vit torn · b2 vit bonde · c1 vit kung | f6 svart drottning · b5 svart kung · c3 vit torn · b2 vit bonde · c1 vit kung | f6 svart drottning · b5 svart kung · c3 vit torn · b2 vit bonde · c1 vit kung | f6 svart drottning · b5 svart kung · c3 vit torn · b2 vit bonde · c1 vit kung | f6 svart drottning · b5 svart kung · c3 vit torn · b2 vit bonde · c1 vit kung | 6 |
| 5 | f6 svart drottning · b5 svart kung · c3 vit torn · b2 vit bonde · c1 vit kung | f6 svart drottning · b5 svart kung · c3 vit torn · b2 vit bonde · c1 vit kung | f6 svart drottning · b5 svart kung · c3 vit torn · b2 vit bonde · c1 vit kung | f6 svart drottning · b5 svart kung · c3 vit torn · b2 vit bonde · c1 vit kung | f6 svart drottning · b5 svart kung · c3 vit torn · b2 vit bonde · c1 vit kung | f6 svart drottning · b5 svart kung · c3 vit torn · b2 vit bonde · c1 vit kung | f6 svart drottning · b5 svart kung · c3 vit torn · b2 vit bonde · c1 vit kung | f6 svart drottning · b5 svart kung · c3 vit torn · b2 vit bonde · c1 vit kung | 5 |
| 4 | f6 svart drottning · b5 svart kung · c3 vit torn · b2 vit bonde · c1 vit kung | f6 svart drottning · b5 svart kung · c3 vit torn · b2 vit bonde · c1 vit kung | f6 svart drottning · b5 svart kung · c3 vit torn · b2 vit bonde · c1 vit kung | f6 svart drottning · b5 svart kung · c3 vit torn · b2 vit bonde · c1 vit kung | f6 svart drottning · b5 svart kung · c3 vit torn · b2 vit bonde · c1 vit kung | f6 svart drottning · b5 svart kung · c3 vit torn · b2 vit bonde · c1 vit kung | f6 svart drottning · b5 svart kung · c3 vit torn · b2 vit bonde · c1 vit kung | f6 svart drottning · b5 svart kung · c3 vit torn · b2 vit bonde · c1 vit kung | 4 |
| 3 | f6 svart drottning · b5 svart kung · c3 vit torn · b2 vit bonde · c1 vit kung | f6 svart drottning · b5 svart kung · c3 vit torn · b2 vit bonde · c1 vit kung | f6 svart drottning · b5 svart kung · c3 vit torn · b2 vit bonde · c1 vit kung | f6 svart drottning · b5 svart kung · c3 vit torn · b2 vit bonde · c1 vit kung | f6 svart drottning · b5 svart kung · c3 vit torn · b2 vit bonde · c1 vit kung | f6 svart drottning · b5 svart kung · c3 vit torn · b2 vit bonde · c1 vit kung | f6 svart drottning · b5 svart kung · c3 vit torn · b2 vit bonde · c1 vit kung | f6 svart drottning · b5 svart kung · c3 vit torn · b2 vit bonde · c1 vit kung | 3 |
| 2 | f6 svart drottning · b5 svart kung · c3 vit torn · b2 vit bonde · c1 vit kung | f6 svart drottning · b5 svart kung · c3 vit torn · b2 vit bonde · c1 vit kung | f6 svart drottning · b5 svart kung · c3 vit torn · b2 vit bonde · c1 vit kung | f6 svart drottning · b5 svart kung · c3 vit torn · b2 vit bonde · c1 vit kung | f6 svart drottning · b5 svart kung · c3 vit torn · b2 vit bonde · c1 vit kung | f6 svart drottning · b5 svart kung · c3 vit torn · b2 vit bonde · c1 vit kung | f6 svart drottning · b5 svart kung · c3 vit torn · b2 vit bonde · c1 vit kung | f6 svart drottning · b5 svart kung · c3 vit torn · b2 vit bonde · c1 vit kung | 2 |
| 1 | f6 svart drottning · b5 svart kung · c3 vit torn · b2 vit bonde · c1 vit kung | f6 svart drottning · b5 svart kung · c3 vit torn · b2 vit bonde · c1 vit kung | f6 svart drottning · b5 svart kung · c3 vit torn · b2 vit bonde · c1 vit kung | f6 svart drottning · b5 svart kung · c3 vit torn · b2 vit bonde · c1 vit kung | f6 svart drottning · b5 svart kung · c3 vit torn · b2 vit bonde · c1 vit kung | f6 svart drottning · b5 svart kung · c3 vit torn · b2 vit bonde · c1 vit kung | f6 svart drottning · b5 svart kung · c3 vit torn · b2 vit bonde · c1 vit kung | f6 svart drottning · b5 svart kung · c3 vit torn · b2 vit bonde · c1 vit kung | 1 |
|   | a                                                                             | b                                                                             | c                                                                             | d                                                                             | e                                                                             | f                                                                             | g                                                                             | h                                                                             |   |

Med en fästning menas en ställning där motståndaren, trots ett materiellt överläge, inte kan bryta igenom eller göra några framsteg. 
Det finns många olika typer av fästningar. 
De kan uppkomma med låsta bondekedjor som inte går att bryta igenom, eller med andra bondestrukturer som stänger ute den anfallande kungen.
En annan vanlig typ är när den försvarande kungen står i ett hörn och inte kan drivas därifrån. Det kan hända i löparslutspel där löparen har fel färg och i springarslutspel.
Diagrammet visar ett annat enkelt exempel på en fästning. En dam vinner normalt mot torn och bonde men den här ställningen är ett undantag. Vit håller remi genom att hålla kungen i närheten av bonden. 

### Underpromovering
Att en bonde förvandlas till en annan pjäs än en dam när den når åttonde raden (underpromovering) förekommer mest i studier men även ibland i riktiga partier. 
Ett tema är att ta en springare i stället för en dam, antingen för att själv få in en gaffel mot motståndarens pjäser, eller för att försvara sig mot en gaffel. I det första diagrammet är det det senare som gäller.
Här vore 79.c8D?? ett misstag på grund av 79...Sd6+ följt av 80...Sxc8. Vit spelade i stället 79.c8S+! och svart gav upp efter 79...Kb8 80.Kb6 eftersom han inte kan hindra a-bonden från att gå i dam.
Ett annat tema är att ta ett torn eller en löpare för att undvika en pattställning.
I det andra diagrammet hade 1.a8D+?? lett till patt efter 1...Kb4 2.Db7+ Kc3 3.Dxb1. 
Vit spelade därför 1.a8T+! och vann partiet.

## Slutspelsdatabaser
De senaste åren har slutspelsdatabaser (tablebases på engelska) kommit fram som innehåller alla ställningar med ett mindre antal pjäser. De gör det möjligt att direkt avgöra om dessa ställningar är vunna eller remi och hur man ska spela. För närvarande täcker databaserna alla ställningar med upp till sju pjäser (inklusive kungarna). För detta krävs mer än 500 biljoner ställningar.
Slutspelsdatabaserna har gjort att en del slutspel omvärderats (till exempel har vissa ställningar som man trodde var remi visat sig gå att vinna) men spelet är ofta så komplicerat att detta saknar betydelse för praktiskt spel mellan människor. I många fall stupar också vinsten på 50-dragsregeln, det vill säga att partiet är remi om mer än 50 drag görs utan avbyten eller bondedrag.
Slutspelsdatabaser ingår ibland i schackprogram för datorer men finns också tillgängliga på internet.